# مسيحيون عرب
المسيحيون العرب، مصطلح يطلق على معتنقي المسيحية من العرب سواءً عن طريق النسب العربي أو بحكم انتشار العروبة لغةً وثقافةً وهويةً بين أغلب أتباع هذه الطوائف. يُختلف حول تحديد هوية الطوائف المكونة للمسيحيين العرب، فبينما يرى البعض من البحاثة أن التصنيف يشمل فقط الروم الأرثوذكس المنظمين في ثلاث بطريركيات في أنطاكية والقدس والإسكندرية ويتفرع من هذه الكنيسة الروم الكاثوليك إلى جانب أقليات من الرومان الكاثوليك أو «اللاتين» كما تشيع تسميتهم في مناطق تواجدهم والبروتستانت، يفضل البعض الآخر من البحاثة بمن فيهم مراجع كنسيّة إضافة كلٍ من الأقباط والموارنة وهما بموجب هذا التصنيف أكبر طائفتين على التتالي ضمن الطوائف المصنف أتباعها مسيحيين عربًا، علمًا أن بعض الأنظمة القومية العربيّة صنفت مواطنيها من السريان والآشوريين على أنهم عرب، غير أن هذا الرأي مكث ضعيفًا.
المسيحيون العرب ليسوا وحدهم مسيحيي الوطن العربي، فهناك أيضًا الوجود التاريخي لكل من السريان والأرمن والوجود الحديث للأثيوبيين والإريتريين والهنود وسواهم من الجاليات الوافدة سيّما على دول الخليج العربي. تشكل البرازيل أكبر تجمّع سكاني لمسيحيين عرب، وتشكل مصر أكبر تجمّع داخل الوطن العربي في حين يشكل لبنان التجمع الأعلى من حيث النسبة؛ هناك تواجد ملحوظ للمسيحيين العرب في سوريا والأردن وفلسطين وإسرائيل وبعض الدول المجاورة كتركيا سيّما في أنطاكية، إلى جانب جماعات أصغر حجمًا في العراق والكويت والبحرين ودول المغرب العربي؛ أما المغترب المسيحي الذي نشط في القرنين الثامن عشر والتاسع عشر وتسارع مع نوائب القرنين العشرين والحادي والعشرين أبرزها غزو العراق، فهو ممتد من أستراليا إلى أوروبا وأمريكا الشمالية ونظيرتها الجنوبية، وقد سطع نجم عدد وافر من الشخصيات العربية المسيحية المهجريّة في مناصب سياسية واقتصادية بارزة، علمًا أن المسيحيين العرب يحتفظون بهويتهم الأصلية عن طريق «أبرشيات المهجر» وغيرها من المؤسسات.
يُذكر أيضًا أن المسيحية قد دخلت إلى مناطق العرب التاريخية في شبه الجزيرة حوالي القرن الثاني وبحسب عدد من قدماء المؤرخين العرب أمثال الطبري وأبي الفداء والمقريزي وابن خلدون والمسعودي أن بضعًا من تلاميذ المسيح هم من بشرّوا في أصقاع الجزيرة العربية، وقد تقوّت المسيحية العربية فيها بعد تنصّر قبائل كبيرة كليًا أو جزئيًا أمثال تغلب وطيء وكلب وقضاعة وتنوخ فضلاً عن المناذرة مؤسسي المملكة العربيّة جنوب العراق والغساسنة مؤسسي المملكة العربيّة في الأردن وجنوب سوريا سيّما حوران، وعدد من القبائل الأخرى. عقب ظهور الإسلام في القرن السابع، تعاون أغلب المسيحيون المشرقيون من عرب وسواهم مع الفاتحين وتمازجوا مع ثقافتهم فضلاً عن اعتناق قسم من هذا النسيج للدين الجديد، وحُفِطت أغلب الكنائس والأديرة سالمة، إلى حريّة ممارسة الشعائر دون قيود سيّما أيام الدولة الأموية والعصر العباسي الأول؛ إلا أنه مع العصر العباسي الثاني سيّما خلال وإبان خلافة المتوكل على الله تعرّض المسيحيون إلى اضطهادات جمّة وسوء في المعاملة، أدى ذلك إلى اختفاء المسيحية بين القبائل العربيّة من جهة، وهجرة الحضر من المسيحيين نحو الجبال وغيرها من المناطق العصيّة؛ يسجل التاريخ اللاحق تكررًا للاضطهادات، أيام المماليك والعثمانيين، ويُفترض أن الخط الهمايوني الذي صدر عام 1856 هو أول وثيقة ساوت بين المسلمين وغيرهم من مواطني الدولة، ولاحقًا أكدّت الدساتير المحليّة لمختلف الدول فضلاً عن الشرائع الدوليّة على هذا الحق، علمًا أن المرسوم المذكور - كالقررات التمييزية المطبقة قبله - يُفترض أنه مستمد من الشريعة الإسلامية والمذهب الحنفي على وجه الخصوص.
قدَّم المسيحيين في الوطن العربي مساهمات كبيرة في الحضارة العربية منذ دخول الإسلام، وكان لهم تأثير كبير في المساهمة في تشكيل ثقافة المشرق. ولا يزال للطوائف المصنف أتباعها عربًا، دور بارز في المجتمع العربي، لم ينقطع، لعلّ أبرز مراحله النهضة العربية في القرن التاسع عشر، كما لهم اليوم دور فاعل في مختلف النواحي الاجتماعية والاقتصادية والعلمية والسياسية. ويُشير الباحثين إلى أنَّ المسيحيين العرب عموماً هم أثرياء نسبيًا، ومتعلمون جيدًا.

## التاريخ

### في الجاهلية
لم يكتب العرب تاريخهم قبل القرن التاسع أو الثاني للهجرة، وكانت معظم اهتماماتهم حين بدأ التأريخ تتلخص في تدوين التاريخ العام، وبشكل خاص تسجيل الشعر الجاهلي والمفردات اللغوية المنقرضة أو التي كادت، والأمثال والحكم وبعض الشذرات التاريخية، فلم يبدوا اهتمامًا واسعًا بالمسيحية بين العرب، أو بأي من الديانات، مما فسح المجال لتضارب الروايات وضعف البينات طوال قرون عدة. ومنذ نهاية القرن التاسع عشر وبداية القرن العشرين ساهمت الاكتشافات الأثرية في شبه الجزيرة العربية واليمن من أبنية مسيحية، كأطلال الكنائس والأديرة أو الرقم وما عليها من كتابات ذات مدلول ديني، مع مقابلة مختلف الروايات ببعضها بعضًا، واهتمام المستشرقين الحثيث، في إيضاح الصورة عن المسيحية العربية في الجاهلية قبل الإسلام.
بداية، فإنّ العهد الجديد يذكر صراحة وجود عرب في القدس حين حلّ الروح القدس على التلاميذ الاثني عشر،أعمال 2/41] وذكر القديس بولس في رسالته إلى غلاطية أنه أقام في «بلاد العرب» مبشرًا قسطًا من الزمن،غلاطية 1/17] وأغلب الظنّ أن «بلاد العرب» التي قصدها هي «الولاية العربية» التي تشمل حاليًا الأردن وحوران وسائر جنوب سوريا، وكانت عاصمتها بصرى الشام. فيستنتج إذن، بناءً على العهد الجديد دخول المسيحية الباكر بين العرب، يضاف إلى ذلك ما رواه الطبري وأبو الفداء والمقريزي وابن خلدون والمسعودي مجتمعين، بأن تلامذة المسيح هم من انتشروا في الجزيرة العربية مبشرين بالدين، ومنهم على وجه الخصوص متى وبرثلماوس وتداوس، وقبلاً كان مؤرخون سريان ويونان قد عدّوا العرب «ضمن الشعوب المتنصرة» ومنهم أوسابيوس القيصري وأرنوبيوس من القرن الثالث وثيودوريطس من القرن الخامس.

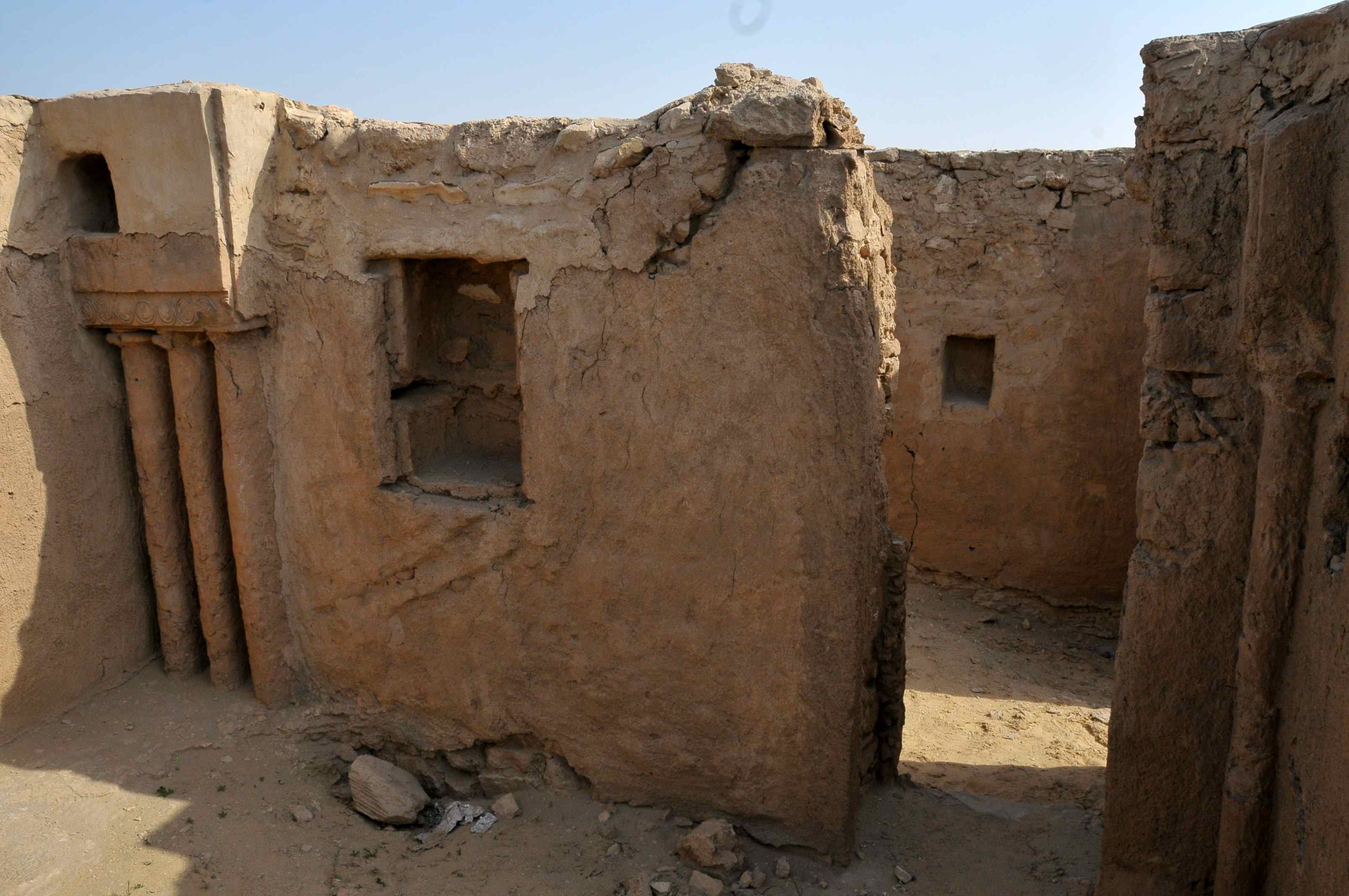
أطلال كنيسة نسطورية في الجبيل.

على سبيل المثال، من المعروف أن إدراة الأردن تحت الحكم الروماني كانت خاضعة لقبيلة قضاعة، ومن الثابت أن هذه القبيلة قد اعتنقت المسيحية منذ عهد الملك مالك بن فهم كما ذكر اليعقوبي، وبعد أن زالت سلطة بني قضاعة تلاهم بني سليح وهم أيضًا من «نصارى العرب» كما صرّح المسعودي في «مروج الذهب» وأخيرًا حكم تلك المناطق قبيلة غسان الذين أثبت كونهم مسيحيين المسعودي في «مروج الذهب» وابن رسته في «الأخلاق النفيسة» وأبو الفداء والنويري وغيرهم، وهناك أبيات شعر للنابغة الذبياني يشيد فيها بملوك غسان مهنئًا إياهم بعيد الشعانين، وأوسابيوس القيصري في القرن الثالث يقول أن أغلب سكان «جنوبي بلاد الشام» من العرب من المسيحيين مع اختلاط بيهود وبعض البطون التي حافظت على الوثنية. وفي البلقاء وغور الأردن كانت البلاد خاضعة لحكم الضعاجمة الذين اعتنقوا المسيحية خلال عهد داود بن الهبولة أواخر القرن الثاني، وبالقرب منهم كان الأنباط بدورهم مسيحيين وقد احتفظوا بدينهم حتى بعد ظهور الإسلام كما أثبت ياقوت الحموي وقال بديع الزمان الهمذاني. أما في سيناء وهي أيضًا من المناطق التاريخية لانتشار القبائل العربية، والتي كانت تتبع إداريًا للكنيسة المصرية ومقرها الإسكندرية، فقد انتشرت المسيحية بقوّة أيضًا، وبحسب التقليد فإن ميتا الذي خلف يهوذا الإسخريوطي هو من بشر في سيناء، وبعيدًا عن التقاليد الكنسية هناك وثائق من أواخر القرن الثالث لديونيسيوس بابا الإسكندرية يذكر فيها رعاياه من العرب في سيناء، وما لاقوه من اضطهاد أيام الإمبراطور ديوكلطيانوس.

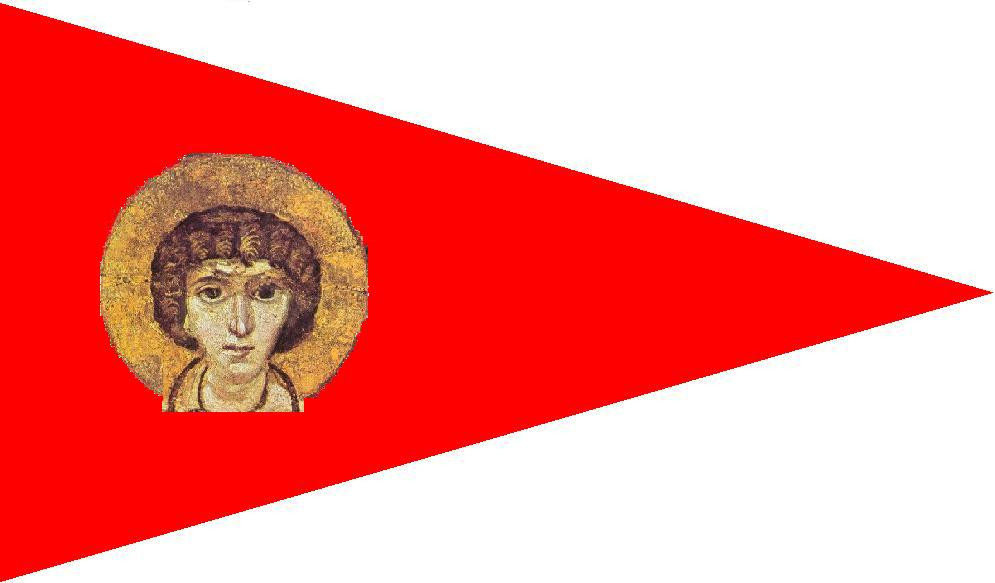
راية الغساسنة يعلوها أيقونة للقديس سرجيس، شفيع المسيحيين العرب.

وقد كان لليمن حصة هامة في المسيحية العربية، وقد ذكر مؤرخون من أمثال روفينوس وهيرويزوس أن متى هو مبشر اليمن والحبشة، وبينتانوس الفيلسوف ترك الإسكندرية في القرن الثاني وتوجه نحو اليمن مبشرًا كما قال أوسابيوس، وربما ظلّت المسيحية خلال المرحلة الأولى في المناطق الساحلية متأثرة بمواكب التجارة البيزنطية، ومما يؤخذ من أمهات كتب العرب كتاريخ المسعودي وسيرة الرسول لابن هشام أنّ المسيحية تقوّت خلال القرن الثاني ودخلت في خصومة مع اليهودية منذ القرن الثالث، خصوصًا بعد ارتداد الملك عبد كلال بن مثوب إلى المسيحية من اليهودية حوالي عام 273، ثم ارتد خليفته من بعده إلى اليهودية مجددًا ويبدو أنه عادوا إلى المسيحية قبل 458 حيث اكتشفت نصوص حميرية عن كنيسة شيدها الملك في ذلك العام، ولعله الملك مرثد بن عبد الكلال، غير أنه وبعد هذا كما قال الثعالبي والفيروزآبادي وغيرهما أن «أغلب ملوك اليمن وشعبه كانوا من المسيحيين». كما كان للمسيحية في عُمان عدة قبائل وأساقفة ذكرهم ياقوت، وكذلك هو الحال في الساحل الشرقي أي قطر والبحرين والإمارات حاليًا، فإلى جانب الوثنية التي لم تختف من تلك النواحي فإن بني تميم إحدى أكبر قبائل العرب كانوا من المسيحيين يرأسهم المنذر بن سادي ومن مشاهير تلك الحقبة بشر بن عمرو وطرفة بن العبد. ويذكر أيضًا تنصّر قسم كبير من قبيلة إمرئ القيس وهم غالبية سكان الساحل الشرقي؛ وإلى جانب الجزيرة العربية وبادية الشام فإن العراق سيّما جنوبه كان دومًا موطنًا للقبائل العربية، جلّ هذه القبائل كانت قد اعتنقت المسيحية ولعل أبرزها وأكثرها شهرة المناذرة، وأول ملوكها جذيمة الأبرش الذي اتخذ من الأنبار عاصمة له، وقد تعاقب سلسلة من الملوك المسيحيين حتى الفتح الإسلامي في القرن السابع، وإلى جانب المناذرة كان بنو إياد من عرب العراق مسيحيين وقد أثبت ذلك البكري في كتابه «معجم ما استعجم» وكذلك حال بني لخم. وذكر ابن خلكان أن جميع قبائل العراق اليمانية الأصل قد تنصرّت بما فيه تيم اللات وكلب والأشعريون وتنوخ ومنها انتقلوا نحو البحرين وذلك خلال القرن الرابع. ولم يكن انتشار المسيحية أقل في الجزيرة الفراتية حيث قطن بنو بكر وبنو مضر وكلاهما من القبائل التي اشتهرت بالمسيحية وتكريم القديس سرجيس على وجه الخصوص. وقد أثبت مسيحية بني مضر وبني ربيعة وكذلك بني إياد جملة من المؤرخين السريان واليونان وكذلك المسلمين أمثال ابن قتيبة في «كتاب المعارف» وفي كتاب «السيرة الحلبية» وقال ماروثا أسقف تكريت أن تحت ولايته ثلاثة أساقفة لبني معذ وبني تنوخ؛ وفي تدمر العربية وقربها القريتين آثار مسيحية وبقايا كنائس ونقوش تشير إلى انتشار المسيحية فيها فضلاً عن مقام للقديس سرجيس، وقد صرّح ياقوت الحموي أن سكان النبك والقريتين كانوا حتى أيامه «جميعهم من النصارى» وذلك في القرن الثالث عشر. وعمومًا فإن القبائل العربية التي سكنت سوريا قبل الإسلام أغلبها من بني غسان وتغلب وتنوخ سيّما فرعها كلب وجميع هذه القبائل لم يشكك قدماء أو معاصرو المؤرخين بصحة كونها قبائل مسيحية.

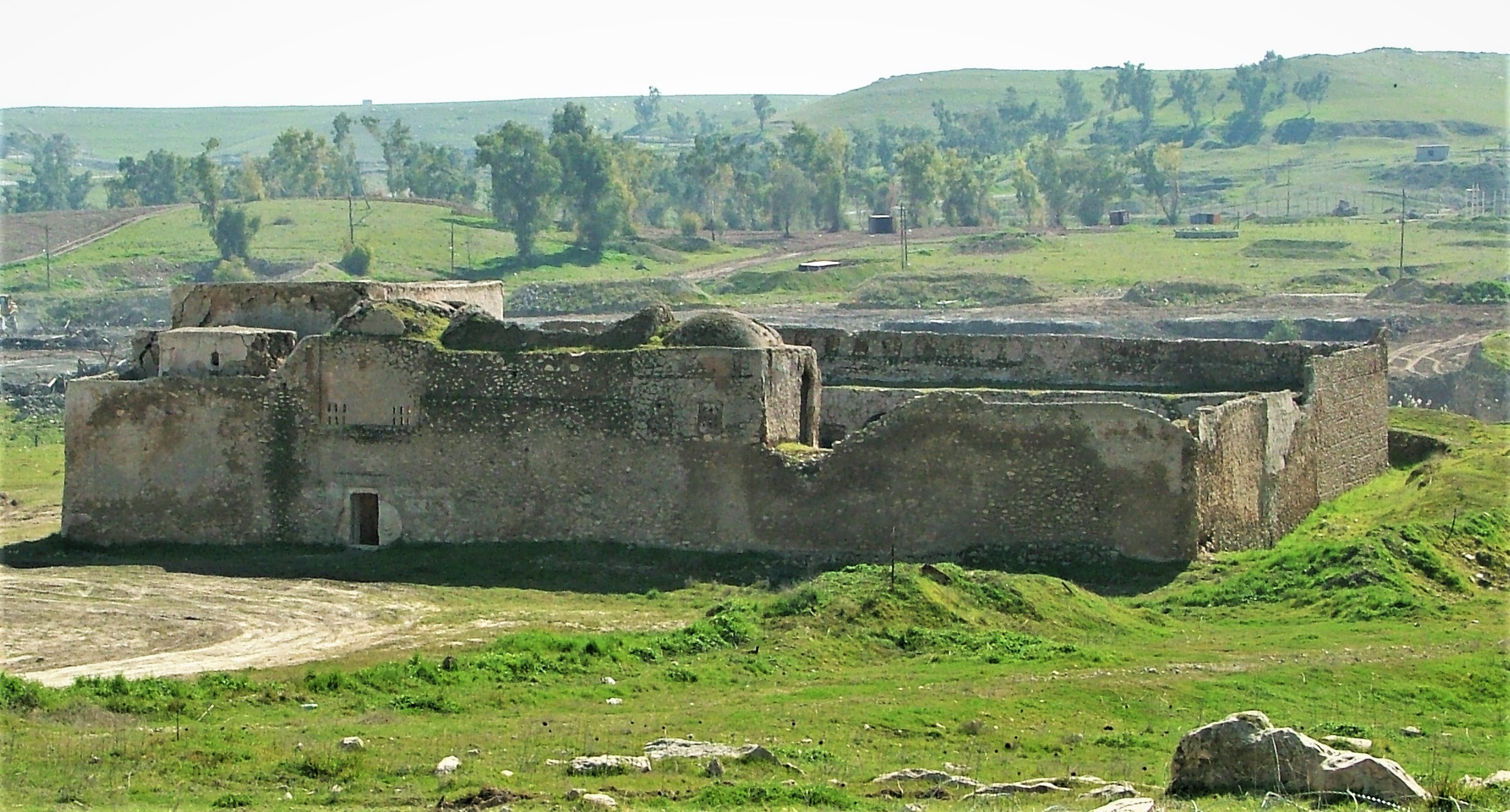
أطلال دير مار إيليا الذي بناه المناذرة، حكام العراق من العرب.

ويبدو أنه في المدينة المنورة كان يوجد نوع خاص من الطوائف المسيحية التي نبذتها الكنيسة الرسمية واعتبرتها هرطقة، كانت تؤله مريم العذراء وتقدّم لها القرابين، وقد ذكر هذه الطائفة عدد من المؤرخين أمثال أبيفانوس متفقًا بذلك مع ابن تيمية الذي أسماهم «المريمين»، كذلك فقد أشار الزمخشري والبيضاوي لهذه الطائفة في تفسير القرآن. إلى جانب طائفة أخرى عرفت باسم «الداوديين» لمغالاتهم في تكريم النبي داود وصنفها البعض من المؤرخين المعاصرين على أنها بدعة يهودية - مسيحية، وكشف الخوري عزيز بطرس عن وثائق تقول أنه للمشارقة أسقف في يثرب وثلاث كنائس على اسم إبراهيم وأيوب وموسى، وقال الطبري أن قبر أحد تلامذة المسيح موجود في وادي العقيق المجاور للمدينة، غير أن المسيحية ظلت فيها أقلية بل أقلية ضئيلة كما قال هنري لامنس. وفي مكة اعتنق بنو جرهم المسيحية على يد سادس ملوكهم عبد المسيح بن باقية، وأشرفوا على خدمة البيت الحرام قسطًا من الزمن، وتنصر معهم بنو الأزد وبنو خزاعة وقد أثبت ذلك أبو الفرج الأصفهاني. ومن دلائل وجود مسيحية في مكة أيضًا مقبرة المسيحيين خارج المدينة نحو طريق بئر عنبسة كما ذكر المقدسي، فضلاً عن اعتناق هذا الدين من قبل بعض أسر قريش ومنهم عبيد الله بن جحش وعثمان بن الحويرث وزيد بن عمر وورقة بن نوفل وآخرون، ذكرهم جميعًا ابن هشام.
ويقول المستشرق سوزومان أن العرب عمومًا اعتنقوا المسيحية بجهود الكهنة والرهبان «السيّاح» الذين انتشروا في تلك الأصقاع، وزادت قوة المسيحية بتنصّر كبرى القبائل، فانتظمت في أبرشيات عديدة ورسم عليها أساقفة ورؤساء أساقفة. وبذلك فإنه يُرى ضمن أسماء الأساقفة الموقعين على أعمال المجامع المسكونية في مجمع نيقية ومجمع القسطنطينية ومجمع أفسس أسماء عرب مثل «الحارث» و«عبد الله» و«وهب الله»، وقد انقسم أساقفة العرب إلى حضر يقيمون في المدن، و«أساقفة خيام» أو «أساقفة الوبر» ويقيمون في الخيام وينتقلون مع قبائلهم من مكان إلى آخر، وبلغ عدد الأساقفة العرب لدى الأنباط وحدهم أربعين أسقفًا كما روى ابن دريد.
وعمومًا فإن المسيحيين العرب في بداياتهم، كانوا يستخدمون الترانيم السريانية خلال المرحلة الأولى، وفي المرحلة التالية نظمت أشعار وألحان كنسية عربية أنقذ البعض منها اليوم ومنها هذه الأبيات للشاعر أمية بن أبي الصلت:

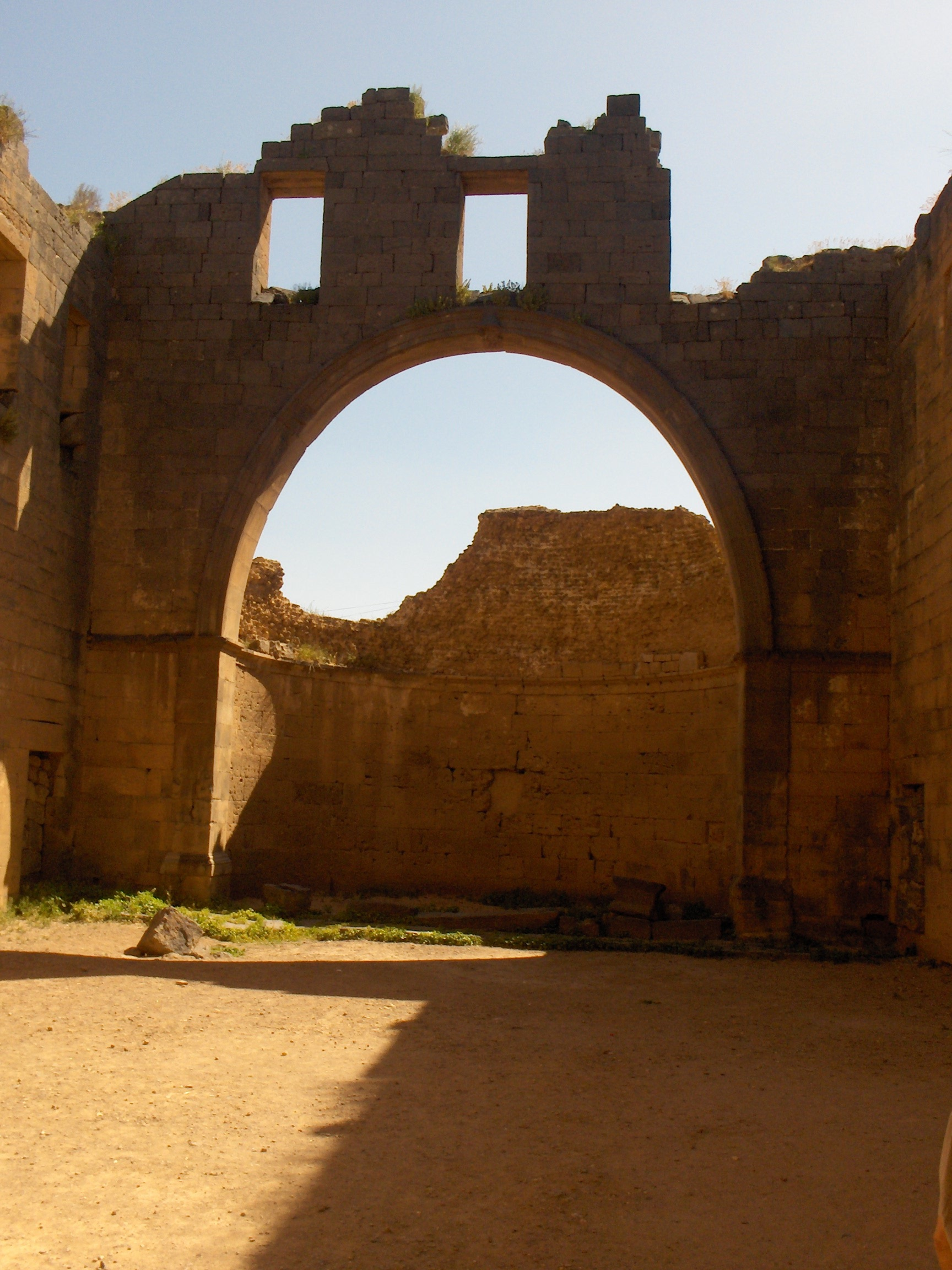
كاتدرائية بصرى الشام عاصمة «الولاية العربية» أيام الإمبراطورية الرومانية وقد ساس الولاية بنو قضاعة ثم بنو سيلح وأخيرًا بنو غسان، وجميعهم من نصارى العرب.

كما تمت حركة ترجمة نشطة للكتاب المقدس إلى العربية، ومن أعلام فترة العرب قبل الإسلام طيطس رئيس أساقفة بصرى المقارع لماني وماوية «ملكة العرب» التي حاربت الرومان وفتحت البلاد حتى حدود مصر، ولم ترض بمصالحة الرومان ما لم يرسلوا لها الناسك موسى. وإيليا البطريرك العربي الذي غدا رئيس أساقفة القدس وتوفي عام 513، والقديس أفتيم الذي جال في نواحي الجزيرة مبشرًا بالمسيحية كما ذكر معاصروه من المؤرخين أمثال كيرلس سيتوبوليس، وهناك أيضًا الأربعون شهيدًا الذين سقطوا عام 309 في سيناء خلال غارة قام بها وثنيون عرب على صوامعهم في جبل موسى، وأقيم فوق موقع الحدث دير طرى المعروف أيضًا باسم دير الأربعين تكريمًا لهم، ومنذ ذلك الحين حصّن الرهبان أديرتهم بشكل جيد وكان أقواها دير طور سينا المبني بأمر من الإمبراطور يوستنيان وكان يحوي عددًا من الأساقفة واللاهوتيين. يضاف إلى هؤلاء القديسين سلسلة الملوك الغساسنة والمناذرة وعدد من الشعراء أمثال قس بن ساعدة الإيادي وطرفة بن العبد وأمية بن أبي الصلت وعمرو بن هند وسواهم. على الصعيد التنظيمي أيضًا كان رئيس أساقفة اليمن له لقب «جاثليق» وهو اللقب الذي يلي البطريرك في الرتبة، وقد جمعت علاقة خاصة بين أهل اليمن والكنيسة السوريّة، كما يستدل من بعض ميامير أفرام السرياني وسيرة سمعان العمودي والمؤرخ فيلسترجيوس الذي قال أن قرى ومستعمرات ناطقة بالسريانية أقيمت في اليمن، ومنها دخل الخط السرياني إلى قبائل قحطان وحمير فساعد في تطوير الخط العربي. كما ذكر ابن خلدون وابن هشام في «سيرة الرسول» وياقوت الحموي كذلك أن نجران عاصمة اليمن كان جميع أهلها من المسيحيين، وعندما ارتد الملك ذو النواس إلى اليهودية رفض أهل النجران العودة إليها، فأحرق منهم عشرين ألفًا كما روى ابن اسحق في الأخاديد، وقد ذكرت القصة في القرآن. على أن الإمبراطور أغاظه ما حل بمسيحيي اليمن فطلب من النجاشي في الحبشة احتلال البلاد والقضاء على ذي النواس، ففتح الحبشيون اليمن ودام حكمهم فيه حتى 575، وقد شجع الحبشيون المسيحية في اليمن فازدهرت وتقوّت حتى كادت الوثنية تنقرض، وشيّد الحكام بناءً فخمًا شهد له القدماء بجماله وفخامته تكريمًا لقتلى الأخدود وزيّن البناء بالحلي والجواهر والقناطر ودعته العرب «كعبة نجران» وأشرف عليها بنو عبد المدان من بني الحارث، إلى جانب كنيسة القليس التي يكاد لا يخلو كتاب في تاريخ العرب من ذكرها لشهرتها، وقيل أنها بنيت لجذب الناس عن كعبة مكة وقيل أيضًا لجذب الناس عن قصر غمدان محج وثنيي اليمن. وفي المرحلة اللاحقة قاوم اليمنيون سيطرة الحبشة وأرادوا استقلالهم وقاد المقاومة سيف بن ذي يزن وهو بدوره مسيحي كما جاء في كتاب «أنساب العرب» لسلمة بن مسلم، وخلفه ابنه معدي كرب.
يمكن الاستدلال على قوة المسيحية العربية من كثرة الأديرة وانتشارها وقد ظلّ بعضها قائمًا حتى القرن العاشر واهتمّ ياقوت الحموي بجمعها فذكر دير يوب ودير بونا ودير سعد في الأردن، ودير الجماجم الذي بناه بنو عامر شكرًا لله بعد ظفرهم على بني ذبيان ودير الحريق في الحيرة، فضلاً عن دير يونس ودير الصليب ودير الأعور قرب الكوفة، ودير الثعالب المنسوب إلى بني ثعلبة إحدى القبائل المسيحية في العراق، ودير هند الكبرى المشاد على اسم أم عمرو بن المنذر الشهير باسم عمرو بن هند وابنة الحارث بن عمرو، وأديرة أخرى كثيرة ذكرها ياقوت الحموي.

### في صدر الإسلام
عندما ظهر الإسلام في القرن السابع واستخدم القرآن ألفاظًا مثل «نصرانية» و«عيسى بن مريم» و«يحيى» و«يونس» و«حواريين» فهو استخدم المصطلحات التي كانت شائعة بين عرب الجزيرة ولم يأت بمفرادت جديدة، أي أن المسيحيين العرب حينها استخدموا هذه الألفاظ للدلالة على أنفسهم ولم يقم الإسلام سوى باستخدامها، تمامًا كمفردات أخرى ظلّت في المسيحية كما هي ووردت في القرآن أمثال «نسك» و«رهبانية»، وتجدر الإشارة أن المؤرخين العرب المسحيين لم يجدوا حرجًا في استعمال هذه المصطلحات حتى القرن التاسع عشر أمثال يوسف الدبس من لبنان وإقليمس داود من العراق، غير أنه ومنذ القرن العشرين، باتت اللغة الرسمية في الكنيسة تفضل «يسوع» و«مسيحيين». هناك ألفاظ أخرى وردت في القرآن وكانت شائعة بين المسيحيين العرب أمثال «محرر» في سورة آل عمران 31 للدلالة على النذير و«قس» في سورة المائدة 82، أما الكاهن لم يستعمله المسيحيون العرب، وجاء ذلك كما بُرر في لسان العرب لأن كل من تعاطى علمًا دقيقًا أسمته العرب كاهنًا، ومنهم من سمّى الطبيب كاهنًا، فلكي لا يختلط الأمر بين السحر والشعوذة والطقوس سمّى العرب رجال دينهم قسسًا المستمدة من السريانية.
سوى ذلك، فيرى أن العلاقة بين النبي محمد والمسيحيين كانت ودية للغاية، فقد تجادل عشرة أساقفة من نجران مع النبي في شؤون لاهوتية ومنحوا الأمان في دينهم لقاء ضريبة «الجزية» التي تدفع مقابل عدم الاشتراك في الخدمة العسكرية بلغت قيمتها 80 ألف درهم، ولمناسبة هذا النقاش نزل الوحي على النبي بسورة آل عمران وهي عائلة مريم العذراء في المعتقدات الإسلامية، ومن جملة الرسائل التي بعث بها النبي إلى الملوك العرب والعجم وأغلبهم من المسيحيين رسالة إلى ملك عمان جيعز بن الجلندي وهو مسيحي؛ ومع تعاظم شأن الإسلام اعتنقت عدة قبائل عربية الدين الجديد ومنهم قبيلة حنيفة في عام الوفود، إلى جانب إسلام قبيلة عبد القيس التي شكلت أغلب سكان البحرين ونواحيها، وفي العام نفسه اتفق بنو الحارث بن كعب مع النبي على الاحتفاظ بدينهم كما قال ابن سعد في «كتاب الوفادات». ويرى نضال الصالح أن المسيحيين لم يكونوا في مواجهة مع الإسلام طوال البعثة النبويّة، إذ كان النبي حينها مشغولاً بمقارعة وثنيي قريش ويهود المدينة، على العكس من ذلك فقد قدمت الحبشة المسيحية ملجأ للمسلمين في بداية دعوتهم هربًا من الاضطهادات المتكررة في الحجاز. يذكر في هذا الصدد استثناء متعلق بغزوة مؤتة وغزوة ذات السلاسل اللتين حصلتا في العام الثامن من الهجرة، ولم يحقق المسلمون نصرًا، ووقفت قبائل العرب ضد الجيش الإسلامي فيها.
وبعد وفاة النبي عادت عدة قبائل كانت قد اعتنقت الإسلام إلى المسيحية ومنهم بنو عقيل سكان اليمامة فجرّد لهم أبو بكر حملة عسكرية لمحاربتهم وكان ذلك «أول حرب أهلية طائفية بين عرب مسيحيين وعرب مسلمين»؛ أما بنو كلب الذين كانوا قد انقسموا إلى فريقين قسم حافظ على المسيحية وآخر دخل في الإسلام، عادوا جميعهم إلى المسيحية فقاد خالد بن الوليد حملة عسكرية ضدهم، أفضت إلى مجزرة حيث قُتل جميع الأسرى من مسيحيي بني كلب ومعهم مجموعة قبائل متآلفة معهم في دومة الجندل ولم ينج سوى القليل. ثم جاء عمر بن الخطاب وأخرج حديثًا مفاده أنه لا يجتمع في جزيرة العرب دينان، ولذلك خيّرت القبائل بين الإسلام أو الهجرة، فأسلمت بعضها وهاجر بعضها الآخر إلى بلاد الشام وبعضها الآخر إلى الأناضول في تركيا، وحصلت معارك عسكرية في بعض المواقع؛ وكان أقسى الأمر إجلاء مسيحيي نجران عنها وقد بلغ عددهم أربعين ألف مقاتل، وربما كان سبب الإجلاء خشية تنامي نفوذهم وقوتهم. ويبدو أن الخلافة الراشدة لم تنفذ هذا الحديث بشكله الكلي، فمن الثابت وجود أسقف للمشارقة في نجران حتى القرن الثامن، وجاء في كتاب الفهرست لابن نديم اجتماع المؤلف مع رهبان من نجران عام 988، وبحسب تقويم الكنيسة ذاتها فإنه وحتى عام 1260 كان يوجد خمسة أساقفة في اليمن يرأسهم رئيس أساقفة صنعاء، حين قضى المماليك على المسيحية فيها وبلغ عددهم 10,500 شخص من بضعة مئات آلاف شكلوا سكان اليمن؛ ويبدو أن المسيحيين في جزيرة سقطرة استطاعوا الصمود لفترة أطول حتى القرن الخامس عشر كما يستدلّ من كتابات ماركو بولو الذي قال أن مسيحيي سقطرة يتبعون الكنيسة الكلدانية وهم نحو عشرة آلاف رجل عصوا على المماليك حتى 1480، ويستدلّ على ذلك أيضًا من كتابات القديس فرنسيس كسفاريوس الذي زار تلك الأصقاع مع بداية العهد العثماني. كما أنه أواخر القرن السابع عُقد مجمع كنسي محلي في العراق وقع عليه أساقفة من قطر والبحرين ما يدلّ على عدم انقراض المسيحية في تلك النواحي، لتكون بداية القرن الثامن موعد ذلك، وقد نقلت بعض الوثائق العائدة للبطريرك أيشوعاب الثالث أن القبائل التي تبعت كنيسته في عمان قد اعتنقت الإسلام هربًا من فرض تسليم «نصف ثروات المسيحيين لمسلمين»، وهو ما دفع قسمًا آخر للهجرة نحو الأحواز، ولايمكن تعميم ما حصل في عمان على سائر المناطق، علمًا أنه في الأحوال العاديّة كان مقدار الجزية أربع دنانير ذهبية للأغنياء وديناران لمتوسطي الحال ودينار واحد عن الأحداث، ويعفى منها الفقراء والمسنون وذوو العاهات ورجال الدين والنساء.
في بلاد الشام والعراق كان الوضع أكثر انفتاحًا، فمن ناحية ساهم المسيحيون العرب في الفتح بشكل فاعل، سواءً ضد الفرس أو ضد البيزنطيين، يمكن أن يذكر في هذا الصدد أبو زيد الطائي المسيحي الذي قاتل الفرس في معركة الجسر «حميّة للعرب»، ومعركة البويب حين قامت فرق من قبيلتي تغلب ونمر بزعامة أنس بن هلال النميري بالقتال إلى جانب المسلمين ضد الفرس، وحصل هذا في مواقع أخرى عديدة من فتوح الشام والعراق كفتح تكريت والجزيرة الفراتية، وفي معركة فحل في الأردن حين انسحبت لخم وجذام وغسان من معسكر الروم إلى معسكر المسلمين، وربما يمكن تلخيص هذه الحالة بهذه العبارة المنسوبة إلى المثنى بن حارثة مخاطبًا أنس بن هلال:
| مسيحيون عرب | يا أنس إنك إمرؤ عربي وإن لم تكن على ديننا، فإن رأيتني قد حملت على مهران فاحمل معي. | مسيحيون عرب |

يجب أن يستثنى من ذلك معركة أليس حين تحالفت قبيلة عجل العربية المسيحية وكذلك قبيلة تيم اللات مع الفرس، وأمر خالد بن الوليد بأن يقتل جميع الأسرى من العرب والعجم، فضربت رقابهم جميعًا بأمره وأجرى الدماء نهرًا؛ ثم ارتكب مجزرة أخرى عندما قتل الغساسنة في مرج راهط يوم عيد الفصح كما ذكر البلاذري، وتقول سعاد الصالح أنّ خالد بن الوليد كان متشددًا مع المسيحيين عكس أبو عبيدة بن الجراح الذي مثل الوسطية والليونة. وكما حصل في الجزيرة العربية، كذلك حصل في الشام، هناك من القبائل من اعتنق الإسلام بالكامل، ومنهم من انقسم كبني كلب وجبلة بن الأيهم ملك الغساسنة الذي اعتنق الإسلام ومعه ثلاثون ألفًا من قبيلته، ورغم ذلك ظلّت المسيحية قويّة لدى بني غسان حتى القرن التاسع أو العاشر، حيث اعتنق عدد قليل من الغساسنة الإسلام بعد الفتح الإسلامي؛ وظلَّ معظم الغساسنة على الديانة المسيحية وانضموا إلى المجتمعات الملكانيَّة والسريانيَّة ضمن ما هو الآن الأردن وفلسطين وإسرائيل وسوريا ولبنان. والقسم الثالث من المسيحيين العرب حافظ على دينه ومنهم بنو ثعلبة الذي ذكر عنهم نقاشًا مع عمر بن عبد العزيز في «كتاب المستطرف» وبنو تغلب كبرى قبائل العرب وبنو تميم من المضر العدنانين، وأهل الحيرة عاصمة المناذرة سابقًا، حيث أبلغوا خالد بن الوليد أن لا مانع لديهم من أن يؤول حكم البلاد لعرب مسلمين بدلاً من البيزنطيين أو الفرس لقاء البقاء على دينهم، وقد قبل خالد بشرط كبرى مدن العراق حينها لقاء جزية 60 ألف درهم سنويًا كان أهل الحيرة قادرين على دفعها لغناهم كما أنها موازية بالقيمة تقريبًا لمجمل الضرائب التي كانت تدفع للبيزنطيين، وفي فتح بعلبك وشيزر ومعرة النعمان خرج الرعايا لاستقبال أبو عبيدة بن الجراح «يصحبهم الناقرون على الدفوف والمنشدون وانحنوا أمامه احترامًا»، وفي حمص كان جواب السكان: «إن ولايتكم وعدلكم أحبّ إلينا مما كنا فيه من الظلم والغشم»، ويقول المؤرخ اللبناني والأستاذ السابق في جامعة هارفرد فيليب حتي، أن السوريين من أبناء القرن السابع من سريان وعرب وغيرهم، كان العرب المسلمين أقرب إليهم عنصرًا ولغة وربما دينًا أيضًا من «أسيادهم البيزنطيين الممقوتين»؛ ونظرًا لأهمية دور تغلب السياسي والعسكري، فقد أسقط عمر بن الخطاب عنهم الجزية، ثم طلب أن يمنع التغالبة من تربية أولادهم تربية مسيحية، ما قد كان يعني انقراض المسيحية في تغلب، ورغم ذلك فقد ظلت عدة أسقفيات حتى القرن العاشر في مضارب هذه القبيلة ونواحيها، وربما يعود سبب ذلك لمزيد التسامح الذي انتهجه الأمويون في تعاملهم مع القبائل المسيحية العربية، والمسيحيين عمومًا.

### الأمويون والعباسيون

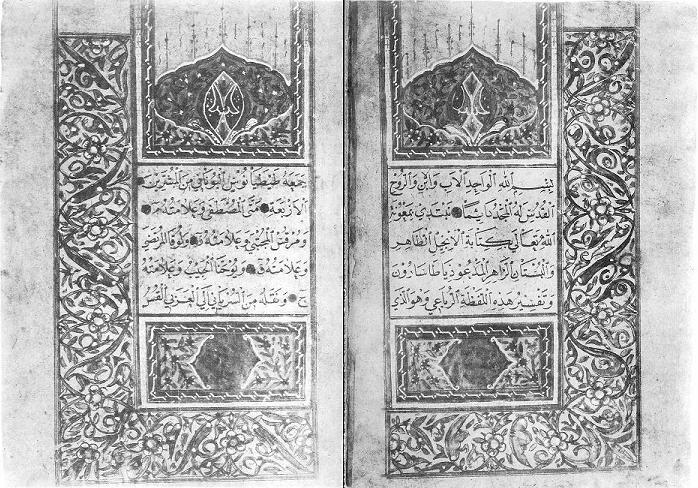
صورة للصفحتين الأولتين من «المخطوط الفاتيكاني عدد 250»، وهو ترجمة عربية لإنجيل الدياسطرون، ويرقى للعصر العباسي.

الاختلاف بين الدولة الأموية ودولة الخلافة الراشدة ومن بينها الاختلاف في التعامل مع غير المسلمين، هو اختلاف ينبع من طبيعة الدولتين ذاتهما، فبينما كانت الخلافة الراشدة «دولة دينية» عاصمتها المدينة المنورة المغلقة على ذاتها في الحجاز وتعتمد على «الشورى» في اختيار الخليفة، كانت الدولة الأموية «دولة مدنية بمرجعية إسلامية» عاصمتها دمشق المتعددة الطوائف والمذاهب والعرقيات تمامًا كسوريا، وتحولت معها الدولة إلى ملكية وراثية بدلاً من الشورى، كذلك اعتمدت التنظيمات السريانية والبيزنطية التي كانت موجودة سابقًا بما فيها الناحيتين الإدارية والعسكريّة، وكما تقول سعاد صالح «فقد قدّم الأمويون الدنيا على الدين». يذكر في هذا الصدد كل من المؤرخ فيليپ حتّي وهنري لامنس وفريد دونر أن زوجة معاوية بن أبي سفيان ميسون بنت بحدل الكلبية كانت مسيحية، وكان طبيب معاوية ووزير ماليته مسيحيًا وشاعر بلاطه كذلك، وسوى ذلك فقد عيّن ابن آثال واليًا على حمص وهو تعيين منقطع النظير في تاريخ الدول الإسلامية، وقد لقب سكان سوريا معاوية «بالمستنير السمح» كما ذكر الطبري والمسعودي.
خلال هذه المرحلة، أخذت المسيحية تتحول إلى طابع اجتماعي خاص في القبائل التي ظلّت عليها، يمكن أن ترى بعض أشعار الأخطل التغلبي في هذا المجال كدليل ساطع، وكذلك قول عبد المسيح بن اسحق الكندي في بداية الخلافة العباسية مفتخرًا بدين قبيلته كندة:
| مسيحيون عرب | فليس لنا اليوم فخر نفتخر به، إلا دين النصرانية. الذي هو معرفة الله، ومنه نهتدي إلى العمل الصالح ونعرف الله حق المعرفة، ونتقرب إليه، وهو الباب المؤدي إلى الحياة والنجاة من نار جهنم. | مسيحيون عرب |

سمح الأمويون بالاحتفاظ بأغلب الكنائس ولم يمانعوا في ترميمها أو في بناء كنائس جديدة، ورغم أنّ بعض عهود الصلح أيام الراشدين نصّت على منع استحداث كنائس جديدة، إلا أن الأمويين لم يلتزموا بها باستثناء مرحلة عمر بن عبد العزيز وقد روى الطبري أن خالد القسري والي العراق، كان يأمر بنفسه بإنشاء البيع والكنائس، وأبو جعفر المنصور الخليفة، حذا حذوه عندما شيّد بغداد. على صعيد آخر انخرطت أعداد كبيرة من المسيحيين في صفوف الدولة، فكان الوزراء وكتبة الدواوين وأطباء البلاط ومجموعة كبيرة من الشعراء والأدباء من المسيحيين، حتى أن فريقًا من أتباع الكنيسة المارونية وفريقًا من أتباع الكنيسة السريانية الأرثوذكسية تساجلا حول طرق اتحاد طبيعي المسيح - وهو الخلاف الذي تفجّر في أعقاب مجمع خلقيدونية عام 451 - أمام الخليفة معاوية بن أبي سفيان طالبين تحكيمه في الموضوع، فأقرّ الخليفة رأي الموارنة ومنحهم كنائس كانت تابعة للأرثوذكس في حمص وحماه ومعرة النعمان. ونملك اليوم، قولاً يوّصف تلك المرحلة نقلاً عن الجاثليق إيشوعهيب الثالث جاثليق بابل وتوابعها لكنيسة المشرق:
| مسيحيون عرب | إنهم ليسوا أعداء النصرانية، بل يمتدحون ملتنا، ويوقرون قسيسينا وقديسنا، ويمدون يد المعونة إلى كنائسنا وأديرتنا. | مسيحيون عرب |

ويقول هنري لامنس أن أكثرية بلاد الشام في ختام العصر الأموي سيّما في القرى والأرياف كانت مسيحية سواءً أكانت سريانية أم عربية، واستمر العباسيّون بهذه السياسة التسامحيّة في عصرهم الأول، وقد جاء في «المنتجب العاني» لمؤلفه أسعد علي أن الخلفاء كانوا يحتلفون بالأعياد المسيحية كعيد الميلاد وأحد الشعانين حتى في قصر الخليفة، فيضع الخليفة وحاشيته أكللة من زيتون ويرتدون الملابس الفاخرة، وقد بنيت في بغداد كاتدرائيتان مع تشييد المدينة. ولعلّ أبرز الدلائل والشواهد عن التعايش الديني والعيش المشترك أشعار أبي زيد الطائي والأخطل التغلبي كذلك ما رواه ابن فضل العمري بكتابه «مسالك الأبصار» وما جاء في كتاب «مسالك الممالك» من وصف للحياة بين المسلمين والمسيحيين في البلاد التي زارها، وقد نقل في كتابه ذاته أنه الرها العباسية وجوارها كان هناك ثلاثمائة دير. ومن الثابت أن الأخطل نفسه كان قاضيًا لقبيلة بكر بن وائل المسلمة، وأنه «إذا دخل المسجد وقف له المسلمون احترامًا»، وكانت مجالس اللهو والغناء تضمّ مسيحيين ومسلمين وكذلك حمامات السوق وعددًا من المجالس العامة. وهو ما تدلّ عليه أيضًا كتابات المؤرخين السريان كالتلمحري وميخائيل الكبير وغيرهما، فضلاً عن مراسلات طيموتاوس بطريرك النساطرة الذي جمعته صداقة مع أبي جعفر المنصور حتى لقبه «أبي النصارى»، ويذكر أيضًا عددٌ من الخلفاء والأمراء والولاة كانوا يقيمون خلال تنقلاتهم في الأديرة وقد سجلت أديرة الرصافة ودير زكا ودير القائم قرب البوكمال زيارات لخلفاء عباسيين. على أن بعض الشعراء أمثال الفرزدق وجرير هجوا المسيحية والمسيحيين، ويمكن أن يعيّن المتوكل على الله كصاحب الفضل في بدء سلسلة الاضطهادات على الأقليات الدينية في الدولة العباسية، ونظيره الحاكم بأمر الله في الدولة الفاطمية: فهدمت الكنائس وعلى رأسها كنيسة القيامة ومنع أبناء هذه الأديان من ركوب الخيل ومزاولة بعض الأنشطة التجارية والاقتصادية أو الإقامة في دور مرتفعة، ومنعوا من إطالة شعرهم وأمروا بارتداء ألبسة مميزة صفراء اللون وعسلية الأكمام، وأضاف المتوكل لها عام 854 قوانين أخرى منها «وضع تماثيل لشياطين» أمام أبواب بيوت المسيحيين ومنع وضع شواهد لقبورهم فضلاً عن مضاعفة الجزية، وإسقاط عقوبة المسلم الذي يقتل مسيحيًا والاكتفاء بنصف ديّة، وكل هذا «بهدف الإذلال لا غير»، كما أنهم تحولوا إلى رعايا من الدرجة الثانية وغابت سيادة القانون، فكان البدو يقتحمون الكنائس والأديرة لسلبها على ما يذكر المؤرخ ابن بطريق والمسعودي وغيرهما. وكانت إحدى نتائج ذلك، تحول عائلات وقبائل بكاملها نحو الإسلام، وهجرة المسيحيين من المدن نحو الريف وبعضهم نحو الجبال، وهكذا أخذ الموارنة بالنزوح من وادي العاصي باتجاه جبال لبنان، وكذلك سجلت حركات هجرة مسيحية نحو طور عابدين وماردين وغيرها من الأماكن المنعزلة، كما يحدد القرن العاشر موعدًا لانقراض الأسقفيات والأبرشيات العربيّة وبالتالي اندثار المسيحية بين القبائل العربية، وذهب بعض فقهاء الشافعية والمالكية لإسقاط صفة «أهل الكتاب» عن المسيحيين، وحده الإمام الأوزاعي الملقب «إمام أهل الشام» ومن بقي من طلبته، استنكر كما يقول فيليب حتي «بجرأة أدبية منقطعة النظير» هذه الإجراءات التمييزية، وعارض فتاوى المالكية والحنفية من حيث التدابير الصارمة بحق «المشركين» نظير قطع أشجارهم وهدم كنائسهم وتخريب بيوتهم.

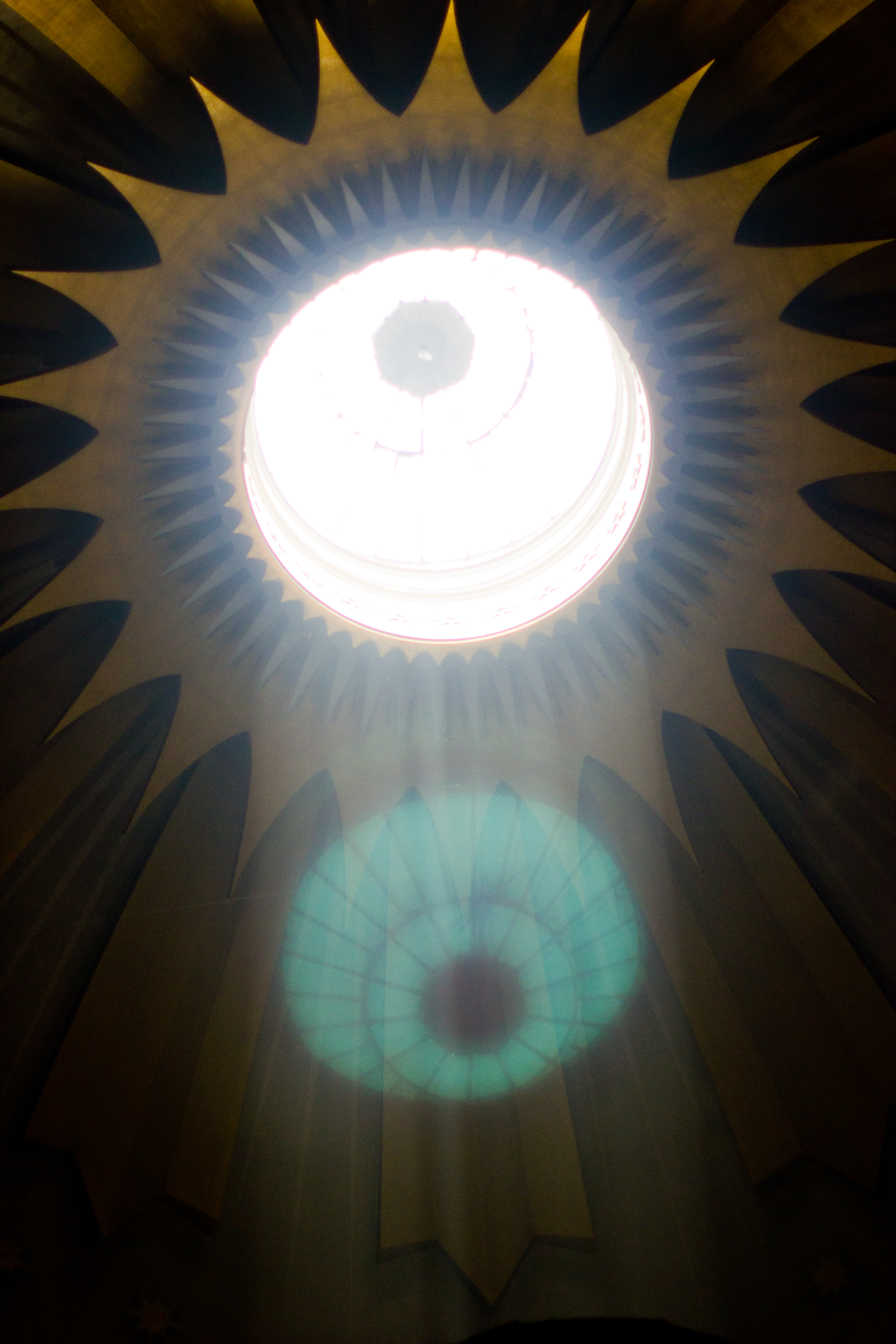
قبة «قيامة يسوع» في كنيسة القيامة.

خلال القرنين الحادي والثاني عشر، كانت بلاد الشام تعاني من حروب أهلية بين الأمراء السلاجقة، والانهيار الاقتصادي وفقدان الأمن بين المدن واستقرار قبائل تركمانية وكردية في مناطقها الشمالية، وصراعات طائفية بين السنة والشيعة والإسماعيلية والعلوية، وبالمختصر كانت البلاد منهكة، وفي هذه الظروف قدمت الحملات الصليبية واحتلوا الساحل الشامي، فقوبلوا بعطف المسيحيين ولا مبالاة شيعة الفاطميين والسنة السلجوقيين. لم يتعامل جميع مسيحيي الشرق مع الصليبيين: الكنيسة الملكية في إنطاكية والتي كان الأمويون قد سمحوا بعودة بطاركتها وأساقفتها في عهد هشام بن عبد الملك عام 742 بعد شغور دام حوالي قرن وكان مركزها الجديد دمشق، لم تبد أي علاقة مباشرة مع الصليبيين باستثناء مناطق صافيتا ووادي النصارى ذات الغالبية من هذه الكنائس على تخوم إمارة أنطاكية وإمارة طرابلس، يذكر أيضًا أن الكنيسة الملكية كانت أولى الكنائس «المستعربة» من ناحية اللغة الطقسية والثقافة مع حفاظ على شيء من تقليدها اليوناني - الإغريقي؛ الموارنة وقعوا في حرب أهلية أواسط القرن الثاني عشر بين مؤيد للصليبيين سكن الساحل ومعارض لهم سكن الجبال حتى اغتالوا أمير طرابلس عام 1128، ويذكر أن الموارنة قد استفادوا من الحقبة الصليبيبة بتشييد الكنائس بحرية أكبر في أماكن تواجدهم وإدخال قرع الأجراس إيذانًا بالصلاة إذ كان الفاطميون قد منعوا هذه الطقس على المسيحيين. في القدس أعاد الصليبيون ترميم وتوسعة كنيسة القيامة وعدد من الكنائس الهامة كالمهد والبشارة وجبل الزيتون وأسسوا كنيسة مستقلة لا تزال إلى اليوم تتبع الطقس اللاتيني وتعرّف نفسها منذ إعادة تأسيسها أواسط القرن التاسع عشر بالهوية العربية، أما البطريركية الملكية في القدس فقد تضررت من قيام البطريركية اللاتينية، وعادت إليها بعد زوال مملكة بيت المقدس رعاية أغلب الأماكن المقدسة في فلسطين وفق العقائد المسيحية، وهذه البطريركية كالبطريركية الملكية الأخرى في أنطاكية، تبنت اللغة العربية في طقوسها باكرًا، وأعاد البعض ذلك للعهد الأموي ذاته. أما في مصر فقد رفض الأقباط أي نوع من العلاقة مع الوافدين. وهكذا يمكن أن يستخلص أنه مع انقراض المسيحية العربية الصرفة ممثلة بالقبائل، إلا أنه وخلال فترة تتراوح بين خمسة إلى سبعة قرون من التفاعل والتأثير المتبادل مع الحضارة العربية التي جلبها المسلمون وساهم مسيحيون سريانًا وعربًا في بنائها، أخذت كنائس وطوائف مسيحية باعتناق الهوية العربيّة، ممثلة أولاً باللغة العربية في الطقوس والليتورجيا بدرجات متفاوتة وكذلك الحال بالنسبة للمخاطبة اليومية، وكان من بين هذه الكنائس خلال تلك الفترة المبكرة نوعًا ما الملكيون في أنطاكية والقدس والموارنة في جبل لبنان والأقباط في مصر.

### في ظل الدولة العثمانية

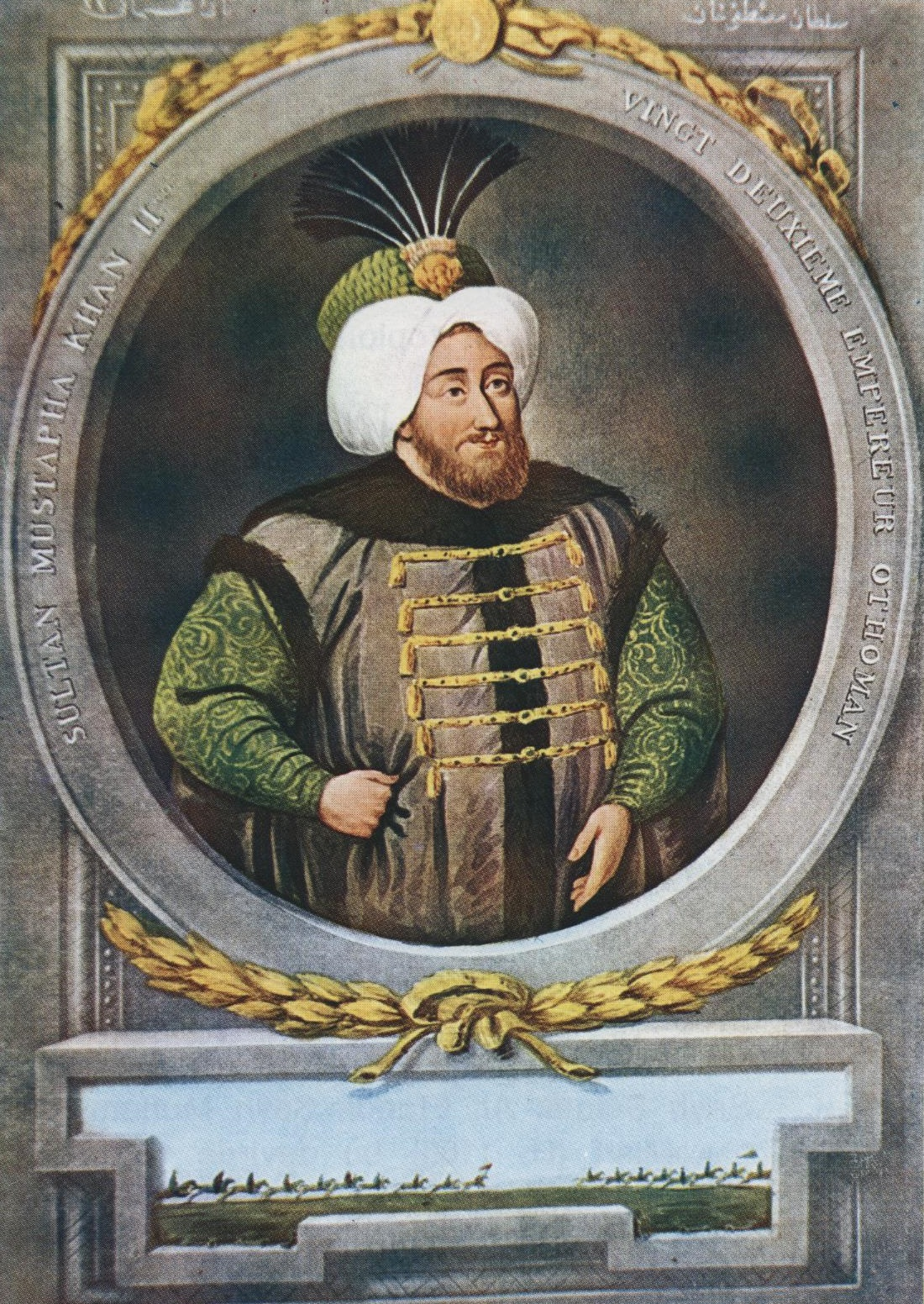
مصطفى الثاني، صاحب مرسوم منع المسيحيين من السير في وسط الطريق، وإلزامهم السير على جانبيه.

ورث العثمانيون عن المماليك حكم بلاد الشام عام 1516 ومصر عام 1517، كان المماليك في المرحلة الثانية من حكمهم قد انتهجوا سياسة معتدلة تجاه المسيحيين من عرب وغير عرب، على عكس ما كان سائدًا في مرحلة تداعي الممالك الصليبية في الشرق من سقوط أنطاكية عام 1268 وحتى سقوط عكا عام 1291. أما نظام الملل العثماني الذي كان موجودًا في الدولة منذ فتح القسطنطينية عام 1453 فهو حسب رأي المستشرق الألماني كارل بروكلمان قد كفل للمسيحيين، بعد تقسيمهم حسب الطوائف إلى ملل، كامل الحرية الدينية والمدنية، خصوصًا مع التعديلات اللاحقة خلال فترات إصلاح الدولة؛ وكان رؤساء الطوائف لا يعتبرون الرؤساء الروحيين فقط لطوائفهم بل الرؤساء المدنيين أيضًا، يُسيرون القضاء وشؤون الإرث وسائر الأحوال الشخصية لأبناء الطائفة وفق الشرائع الخاصة بها، وإن كان ذلك قد نوّه له بعض المؤرخين أنه نقطة سلبية ساهمت في ازدياد «التكتل الطائفي» داخل الدولة.
لعل أحد أبرز التطورات على الصعيد الكنسي خلال العصر العثماني، الخصومة الطائفية بين الكاثوليكية والأرثوذكسية، فمنذ القرن السابع عشر حاولت الكنيسة الكاثوليكية التوصل لصيغ اتفاق مع الكنائس الأرثوذكسية بهدف «إعادة الوحدة المسيحية» وأسست بموافقة السلطنة أعدادًا من الأديرة التابعة للرهبنات الكبرى في بلاد الشام والإسكندرية على وجه الخصوص، وقد أدت هذه البعثات الكنسيّة لا إلى «إعادة الوحدة» بل إلى «خلق» طوائف جديدة عرفت باسم «الطوائف الكاثوليكية الشرقية»، فتأسست بطريركية للملكيين الكاثوليك وأخرى لاتينية في القدس وثالثة للأقباط الكاثوليك ومثلها للكلدان والسريان الكاثوليك والأرمن الكاثوليك. كان لبطريرك الملكيين في إسطنبول وهو يتبع الأرثوذكسية الشرقية حظوة كبيرة في البلاط السلطاني، ولذلك فقد أبى السلاطين في البداية تحت ضغط البطريركية الاعتراف بالطوائف الجديدة، بل إن في مناطق مثل دمشق وحمص وحلب وبيت لحم وبيت جالا تعدى الأرثوذكس على الكنائس المنشقة وسيطروا عليها بالقوة، وفسح ذلك المجال أمام الدول الغربية سيّما فرنسا والنمسا للضغط على السلطان للاعتراف بالطوائف وتثبيت رؤسائها، سيّما كنيسة الملكيين الكاثوليك في أنطاكية لكونها أكبر الكنائس، لكن السلطان لم يصدر أي فرمان ينظم الأوضاع الجديدة، واستمرّ الحال على ما هو عليه بين أخذ ورد سنين طوال حتى عام 1763 خلال عهد مصطفى الثالث حين أصدر شيخ الإسلام فتوى تنصّ على أنّ انتقال المسيحي من مذهب إلى آخر لا يغير من وضعه كأحد أفراد «أهل الذمة الذين تربطهم بالمسلمين العهود والمواثيق» ما دام مسيحيًا، ورغم نص الفتوى فإن السلطان لم يتخذ أي قرار أو فرمان تنفيذي لها واستمرّ الوضع على ما هو عليه حتى 1830 حين قام السلطان محمود الثاني بإصدار فرمان بتعيين «بطريرك مدني» يدير شؤون كاثوليك الدولة عدا الموارنة، وكان قبل هذا الفرمان على أتباع هذه الطوائف غير معترف بها، العودة في أحوالهم الشخصية بما فيها دفن الموتى، إلى الأساقفة الأرثوذكس وما يرافق ذلك من مضايقات ورفض وابتزاز. الاعتراف الرسمي جاء على خلفية سياسية، ففي 15 أبريل 1834 اعترف الباب العالي بالملة الإنطاكية الملكية الكاثوليكية وتبعها الاعتراف بسائر الملل الأقل عددًا، وجرى اللقاء بين السلطان وبطريرك الروم الكاثوليك، الذي انتقل إلى دمشق بعد أن كان محتميًا لدى آل شهاب في لبنان، ويعيد عدد من المؤرخين سبب التثبيت بهدف خلق نوع من الارتياح الشعبي بعد دخول البلاد في طاعة محمد علي باشا. ثم عاد في 7 يناير 1848 وأصدر فرمانًا آخر بمنح البطاركة الكاثوليك حق القضاء المدني لأبناء طوائفهم أسوة بالمعمول لدى الأرثوذكس والموارنة، وبالتالي أنهي دور «البطريرك المدني» الذي ابتدعه محمود الثاني. ولعلّ أكثر المناطق التي احتدمت بها الخصومة هي في فلسطين، ويشهد واقع كنيسة القيامة المقسم إلى قسم أرثوذكسي شرقي برعاية البطريركية الملكية في القدس وقسم أرثوذكسي مشرقي يشرف عليه الأرمن وقسم كاثوليكي يشرف عليه الفرنسيسكان وبطريركية القدس اللاتينية دليلاً ساطعًا على ذلك، يضاف إلى ذلك، أن عائلتين مسلمتين تقومان بحفظ مفاتيح الكنيسة منذ أيام عمر بن الخطاب، ومن غير المعروف سبب ذلك سوى أنه في إطار «التعايش الإسلامي المسيحي»، غير أنها وفرت قسطًا كبيرًا من الجدال حول أحقية الاحتفاظ بالمفاتيح بين مختلف الطوائف.

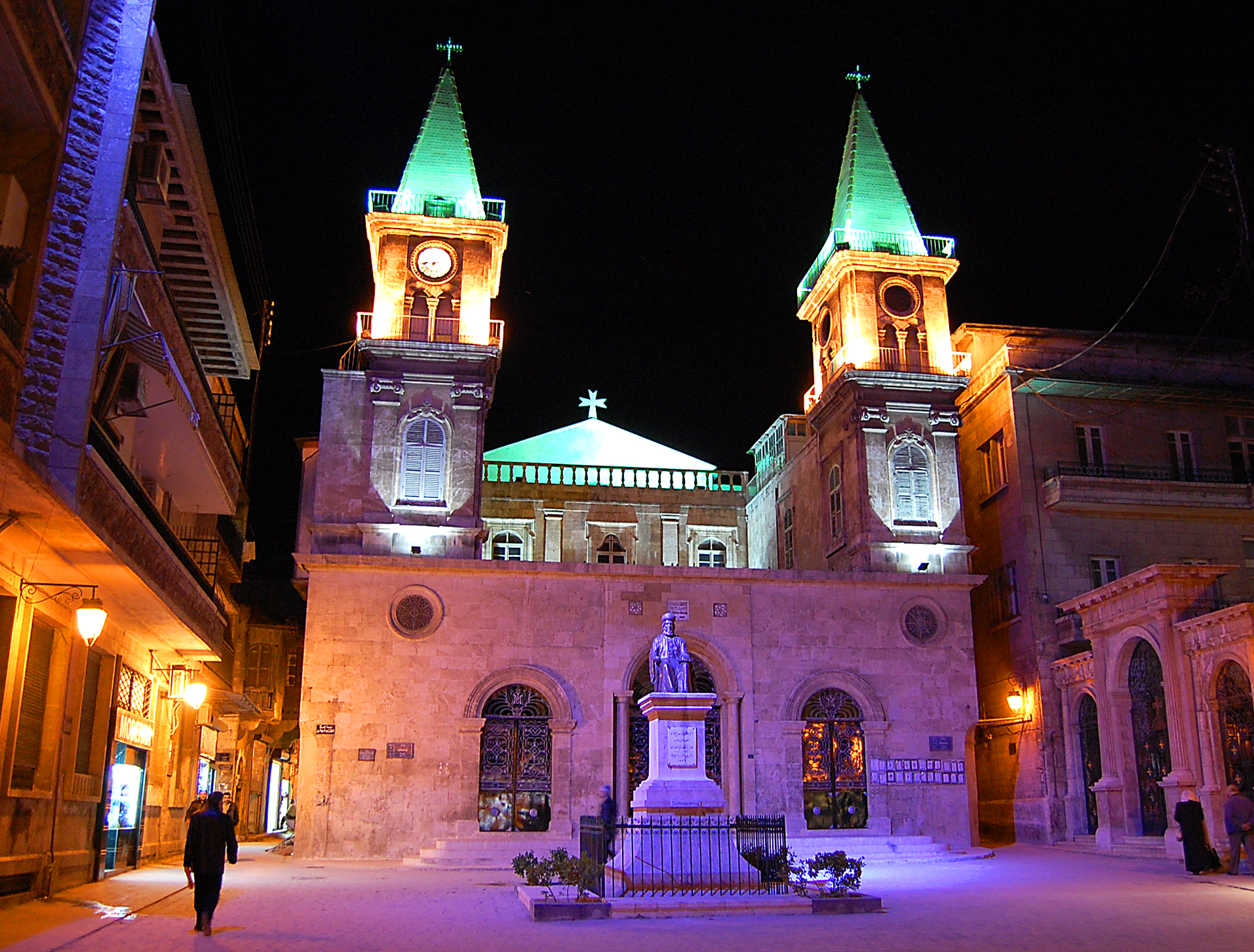
كاتدرائية مار إلياس المارونية في حلب وقد بنيت عام 1876.

هناك قضية أخرى ترتبط بالمسيحيين خلال العهد العثماني وهي قضية الامتيازات الأجنبية للمسيحيين، علمًا أن تطبيقها اقتصر عمليًا على بلاد الشام ولم تشمل مصر والعراق؛ بدأت الامتيازات منذ أواخر عهد سليمان القانوني وبلغت ذورتها في القرنين الثامن عشر والتاسع عشر، وكانت هذه الامتيازات تقدم حقوق التقاضي أمام المحاكم القنصلية الأوروبية وإمكانية استعمال البريد والبرق التابعة للقنصليات مجانًا، والتعلم في مدراس القنصليات أو الهيئات الواقعة تحت حمايتها مجانًا أيضًا أو السفر نحو أوروبا بهدف الهجرة أو الدراسة على نفقة القنصلية والإعفاء من الضرائب في النشاطات التي أعفت الدولة العثمانية مواطني الدولة الموكولة حماية الطائفة المعينة من الضرائب. وكانت أولى الطوائف التي منحت الامتيازات هي الكنيسة المارونية في أبريل 1649، وتلاها حماية فرنسا والنمسا لسائر الطوائف الكاثوليكية والإمبراطورية الروسية للطوائف الأرثوذكسية الشرقية وإنكلترا للإنجليكان والأقليات البروتستانتية.
في القرن التاسع عشر حاول السلاطين العثمانيون تحديث دولتهم لتكون دولة مدنية تضاهي دول أوروبا، وأقروا في سبيل ذلك سلسلة من الفرمانات الهامة أبرزها فيما يتعلق بوضع المسيحيين «الخط الهمايوني» الذي نصّ لأول مرة على تجريم «التعييرات والألفاظ المميزة التي تتضمن تدني صنف عن آخر من صنوف التبعة العثمانية بسبب المذهب» معلنًا «المساواة بين المسلمين وغير المسلمين» وإلغاء الجزية والسماح للمسيحيين التطوع في الجيش وشملهم بالخدمة العكسرية الإلزامية، كما سمح بحرية بناء الكنائس في المناطق المسيحية أو ذات الغالبية المسيحية واحتفظ في المناطق المختلطة بموافقة سلطانية مسبقة. وعندما صدر الدستور العثماني جرّم بدوره التمييز وأكد على معاملة المواطنين معاملة واحدة، قبل ذلك كان يلزم المسيحيين في المدن الكبرى أن يسيروا على جانبي الطريق وليس في وسطه، وألا يسكنوا دورًا مرتفعًا وألا يرتدوا عمائم أو صوف أو جوخ وفق قرار صادر عام 1678، غير أن ذلك لم يعق المسيحيين كثيرًا لتركز غالبيتهم في الريف الخاضع بنسب أقل من المدن لسيطرة السلطة المركزية.

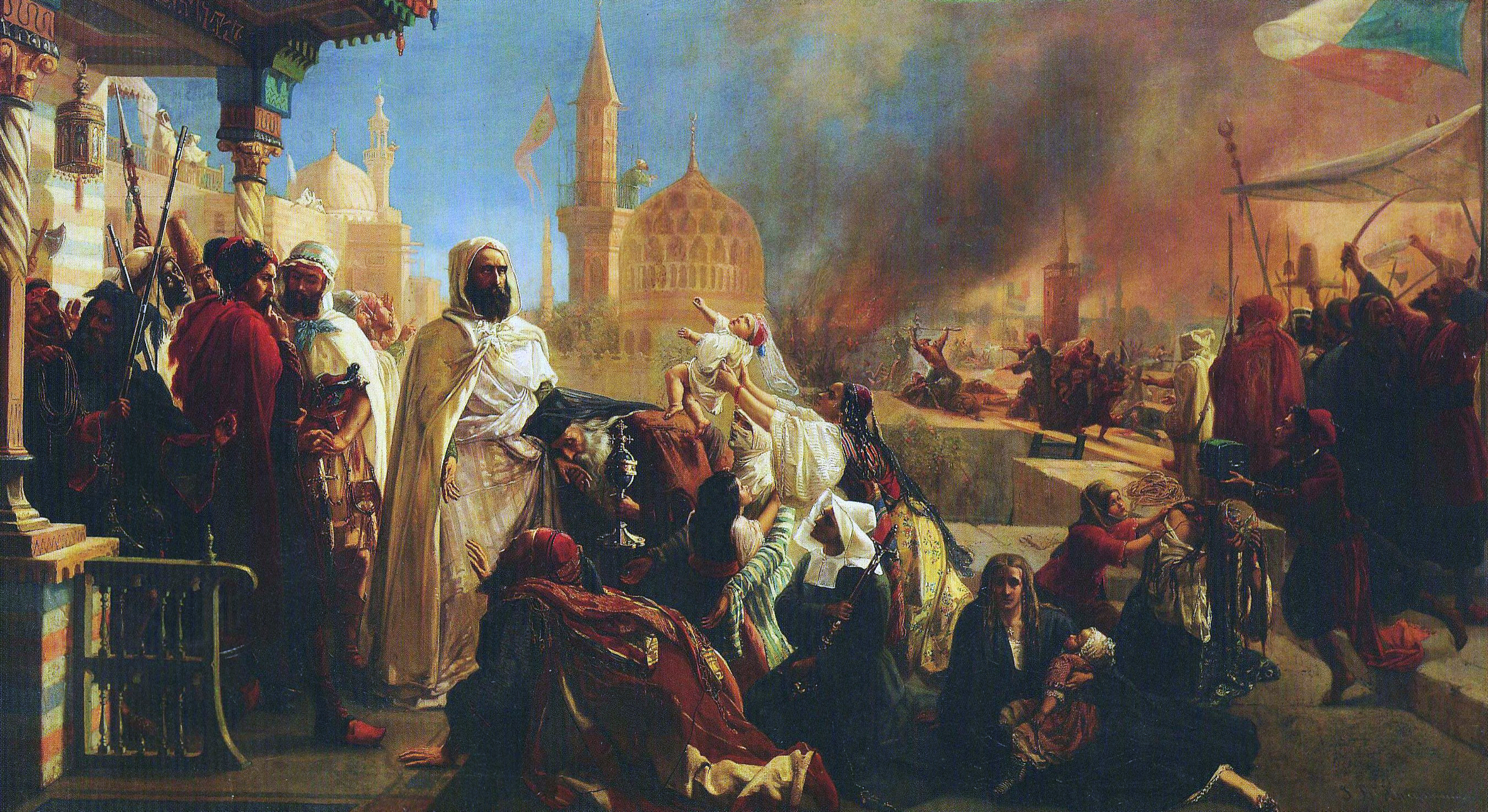
الأمير عبد القادر الجزائري يأوي المسيحيين الدمشقيين في دارته بدمشق أبّان الفتنة الكبرى بين المسيحيين والدروز، والتي هُجّر على أثرها عدد من العائلات.

في عام 1860 وقعت في جبل لبنان «الفتنة الكبرى» وهي المرحلة الثالثة بعد مجازر بحق مسيحيين أقل حجمًا عامي 1840 و1845 ارتكبها دروز، ويقول المؤرخ اللبناني الأب بولس صفير أن التعمق في الفتنة لا يفضي إلى إيجاد سبب مقنع لها، ولذلك ففي رأيه هذه «فتنة مدبرة»، بدأت من جبل لبنان في أبريل 1860 وأقدم خلالها مشايخ دروز على تسليح أبناء طائفتهم عن طريق الوالي العثماني خورشيد باشا الذي دعم الدروز ولم يبد أي فعل خلال المذابح التي شملت 2600 نسمة في دير القمر و1500 نسمة في جزين و1000 في حاصبيا من الروم الأرثوذكس وفي راشيا 800 نسمة، وفي 8 يوليو و9 يوليو وصلت الأحداث إلى دمشق ومدن أصغر حجمًا مثل زحلة واللاذقية بين مسلمين ومسيحيين وبلغ مجمل عدد القتلى 10,000 قتيل من المسيحيين وكانت الخسارة في الأملاك أربعة ملايين جينه إسترليني ذهبي إلى جانب اعتناق قرى بأكملها للإسلام في الجليل الأعلى وصيدا وصور هربًا من الإبادة كما فتحت الأحداث باب الهجرة المسيحية من الشرق. عمومًا يتفق المؤرخون أن السلطان قد راعه ما حدث، وأن تواطئ الوالي العثماني لا يعني بالضرورة تورط الدولة، هذا ما يترجم فعليًا بالإجراءات التي اتخذتها الدولة فقد عيّن السلطان عبد المجيد الأول، فؤاد باشا حاكمًا على الشام مخولاً بصلاحيات استثنائية، لرأب الصدع الذي حصل في المجتمع ولتفادي أي تدخل أوروبي، وقد قاد فؤاد باشا حملة اعتقالات بحق المتورطين بالمذابح ضد المسيحيين، فأعدم رميًا بالرصاص 111 شخصًا، وشنق 57 آخرين، وحكم بالأشغال الشاقة على 325 شخصًا ونفى 145؛ وكان بعض المحكومون من كبار موظفي الدولة في الشام. كما يذكر دور مسلمي لبنان ودمشق برعاية المسيحيين الفارين من المذابح ومساعدتهم، كالأمير عبد القادر الجزائري الذي فتح قلعة دمشق أمامهم، وقد أفضت المجازر إلى ميلاد متصرفية جبل لبنان. وتشكل النظام الحاكم والاجتماعي في متصرفية جبل لبنان من الثنائية المارونية - الدرزية، وسمح الاستقرار الأمني والتعايش الدرزي-الماروني في المتصرفية بتطور الاقتصاد ونظام الحكم.
أما في مصر فقد نعم الأقباط والملكيون «بالصفاء والسلام»، وكان الحال كسائر أنحاء الدولة من الناحية القانونية، ينظم المسيحيون أحوالهم الشخصية بما يتفق مع الأحكام الروحية للطوائف غير أن تنظيم هذا القانون لدى الأقباط قد تأخر حتى 1718، كما أُلغِيَ فرمان سابق صدر عام 1678 ينصّ على وضع مسيحيي مصر حلقتين حديديتين حول رقابهم واليهود لحلقة واحدة لتميزهم مستعيدًا بذلك ما أقره الحاكم بأمر الله سابقًا وهذا ما يفسر بكونه «عنصرية تجاه المسيحيين»، ويجدر بالذكر أيضًا أن الأقباط في المدن الكبرى خلال العهد العثماني أخذوا يتجمعون في أحياء خاصة كما روى الرحالة وفي ذلك إحدى مميزات الشخصية القبطية، واشتهروا بمهن الصاغة والخياطة والنجارة. وفي المجلس الاستشاري الذي عيّنه محمد علي باشا لمساعدته في إدارة شؤون البلاد كانت حصة الأقباط خمسة مقاعد من أصل سبعة عشر، وبعد تأسيس الخديوية المصريّة أسس المجلس الملي العام كهيئة علمانية مساعدة في إدارة شؤون الطائفة، وتولى بطرس غالي رئاسة الوزارة في مصر عام 1908 بعد أن شغل مناصب وزارية لفترات طويلة في السابق، كغيره من أقباط مصر.

### النهضة العربية

شعار جريدة الأهرام.

النهضة الثقافية العربية في القرن التاسع عشر بدأت في أعقاب خروج محمد علي باشا من بلاد الشام عام 1840 وتسارعت وتيرتها أواخر القرن التاسع عشر، وكانت بيروت والقاهرة ودمشق وحلب مراكزها الأساسية، وتمخض عنها تأسيس المدارس والجامعات العربية والمسرح والصحافة العربيين وتجديد أدبي ولغوي وشعري مميز ونشوء حركة سياسية نشطة عرفت باسم «الجمعيات» رافقها ميلاد فكرة القومية العربية والمطالبة بإصلاح الدولة العثمانية ثم بروز فكرة الاستقلال عنها مع تعذر الإصلاح والمطالبة بتأسيس دول حديثة على الطراز الأوروبي؛ كذلك وخلال النهضة أُسِّسَ أول مجمع للغة العربية وأُدخِلت المطابع بالحرف العربي، وفي الموسيقى والنحت والتأريخ والعلوم الإنسانية عامة فضلاً عن الاقتصاد وحقوق الإنسان، وملخص الحال أنّ النهضة الثقافية التي قام بها العرب أواخر الحكم العثماني كانت نقلة نوعية لهم نحو حقبة ما بعد الثورة الصناعية، ولا يمكن حصر ميادين النهضة الثقافية العربية في القرن التاسع عشر بهذه التصنيفات فقط إذ إنها امتدت لتشمل أطياف المجتمع وميادينه برمته، ويكاد يعمّ الاتفاق بين المؤرخين على الدور الذي لعبه المسيحيون العرب في هذه النهضة سواءً في جبل لبنان أو مصر أو فلسطين أو سوريا، ودورهم في ازدهارها من خلال المشاركة ليس فقط من الوطن بل في المهجر أيضًا. يذكر على سبيل المثال في الصحافة سليم العنجوري مؤسس «مرآة الشرق» عام 1879 وأمين السعيل مؤسس مجلة الحقوق وجرجس ميخائيل فارس مؤسس «الجريدة المصرية» عام 1888 واسكندر شلهوب مؤسس مجلة السلطنة عام 1897 وسليم تقلا وشقيقه بشارة تقلا مؤسسا جريدة الأهرام، وفي فقه اللغة العربية يذكر إبراهيم اليازجي وناصيف اليازجي وبطرس البستاني. وفي الوقت ذاته دخلت إلى حلب على يد المطران ملاتيوس نعمة المطبعة الأولى بأحرف عربية إلى بلاد الشام واستمرت في الطباعة حتى 1899. من جهة أخرى، ساهم المسيحيون العرب في مقارعة سياسة التتريك التي انتهجتها جمعية الاتحاد والترقي وبرز في حلب على وجه الخصوص المطران جرمانوس فرحات والخوري بطرس التلاوي، وتأسست المدرسة البطريركية في غزير التي خرجت عددًا وافرًا من أعلام العربية في تلك المرحلة، ولعبت الجامعات المسيحية كجامعة القديس يوسف والجامعة الأميركية في بيروت وجامعة الحكمة في بغداد وغيرها دورًا رياديًا في تطوير الحضارة والثقافة العربية. وفي العراق نشط الأب أنستاس ماري الكرملي، وفي الأدب يذكر جبران خليل جبران وميخائيل نعيمة ومي زيادة وأمين الريحاني وشفيق معلوف وإلياس فرحات. وفي السياسة يذكر نجيب العازوري وشكري غانم ويعقوب الصروف وفارس نمر وبطرس غالي في لبنان ومصر. ونظرًا لهذا الدور المسيحي المتزايد في السياسة والثقافة، بدأت الحكومات العثمانية تحوي تباعًا وزراءً من المسيحيين العرب ومنهم آل ملحمة في لبنان. وفي المجال الاقتصادي، برز عدد من العائلات المسيحية ومنهم آل سرسق وآل خازن وآل بسترس في الشام وآل السكاكيني، وآل غالي وآل ثابت في مصر، وهكذا فإن الشرق العربي قاد بمسلميه ومسيحييه نهضة ثقافية وقومية بوجه الاستبداد الذي شكلت ركيزته جمعية الاتحاد والترقي وسياسة التتريك، ورسخت هذه النهضة كما يرى بولس نعمان «المسيحيين العرب كأحد أعمدة المنطقة وليس كأقلية على هامشها».

## واقع المسيحيين في الدول العربية
| مسيحيون عرب                                                         | لا بد من الإقرار بأن المخاوف المسيحية لها ما يبررها، وأنها مخاوف غير مصطنعة وغير مبالغ فيها، وأنها غير موحى بها من خارج، وأنها لا تعكس مشاعر ضعف الانتماء إلى الجماعة الوطنية ولا تعبر عن الثقة بالأنظمة القمعية التي تستهدفها حركات التغيير، ولا عن الرضى بسياساتها القمعية الاستبدادية، ولكنها تعبر عن مشاعر حقيقية وجادة من احتمالات ليّ ذراع حركات التغيير بحيث تمكن متطرفين إسلاميين من القفز إلى مقاعد السلطة. | مسيحيون عرب |
| — محمّد السماك، أمين اللجنة العامة للحوار الإسلامي المسيحي في لبنان. | |             |

### الأردن والأراضي الفلسطينية وإسرائيل

مسيحيون فلسطينيون في استقبال البابا بندكت السادس عشر في الناصرة.

أغلب مسيحيي الأردن والأراضي الفلسطينية وإسرائيل من العرب يتبعون بطريركيتي القدس الأولى للروم الأرثوذكس وهي أقلية كبيرة في فلسطين وإسرائيل وأغلبية في الأردن والثانية لاتينية بالتعاون مع الرهبنة الفرنسيسكانية لحماية الأراضي المقدسة وهي الأغلبية في فلسطين والأقلية في الأردن؛ يدير البطريركية الأرثوذكسية رهبان وكهنة وافدين من اليونان أما الرهبنة اللاتينية يديرها رهبان فلسطينيون وغيرهم من الوافدين حول العالم، بينما تعتبر طائفة الروم الكاثوليك أكبر الطوائف في إسرائيل، وتوجد أيضًا أقليات أخرى من الموارنة والأنجليكان وسواهم. يشكل المسيحيون حوالي 2 - 3% فقط من سكان الضفة الغربية وقطاع غزة في حين يشكلون نحو 25 - 30% من فلسطيني العالم، أما في الأردن فهم حوالي 6% من السكان، و2% في إسرائيل، وتعتبر الهجرة والتهجير إحدى الملمات التي أصابت مسيحيي جنوب بلاد الشام عمومًا، فعلى سبيل المثال في أعقاب حرب 1948 التي أفضت إلى ميلاد إسرائيل، مُسحت عن الوجود قرى مسيحية بأكلمها على يد العصابات الصهيونية وطرد أهلها أو قتلوا، وهكذا فإن كنائس بيسان وطبرية وصفد داخل إسرائيل حاليًا إما دمرت أو أغلقت بسبب عدم بقاء أي وجود لمسيحيين في هذه المناطق، يضاف إلى ذلك وضع خاص للقدس فأغلبية القدس الغربية كانت من مسيحيين قامت العصابات الصهيونية بمسح أحيائها وتهجير سكانها وإنشاء أحياء سكنية يهودية فيها لتشكيل «القدس الغربية اليهودية» وهكذا فكما يقول المؤرخ الفلسطيني سامي هداوي أن نسبة تهجير العرب من القدس بلغت 37% بين المسيحيين مقابل 17% بين المسلمين، مقابل ذلك ظهرت رعايا جديدة في الشتات الفلسطيني فكنيسة عمان التي كانت تعد بضع مئات وصلت إلى عشرة آلاف نسمة نتيجة التهجير، ونشأت تسع كنائس جديدة في الزرقاء للاتين وحدهم. شطرت الحرب أيضًا سبل إدارة البطريركية ولجأ منذ عام 1949 إلى تقسيمها إلى ثلاث فئات: نائب بطريركي يقيم في الناصرة لإدارة شؤون من تبقى من المسيحيين العرب داخل إسرائيل، ونائب آخر في الأردن، واقتصرت سلطة البطريرك الفعلية على القدس وجوارها فقط. سجلت أيضًا في أعقاب حرب 1967 مصادرة أملاك مدارس وكنائس بعد الاحتلال الإسرائيلي للضفة، ومزيد من التهجير، في حين استمرت الهجرة نحو أوروبا والعالم الجديد كإحدى أبرز موبقات المسيحية في جنوب بلاد الشام خلال المرحلة الراهنة، ولعل التدهور الاقتصادي في الأراضي الفلسطينية إلى جانب الاحتلال أحد أبرز عوامل الهجرة.

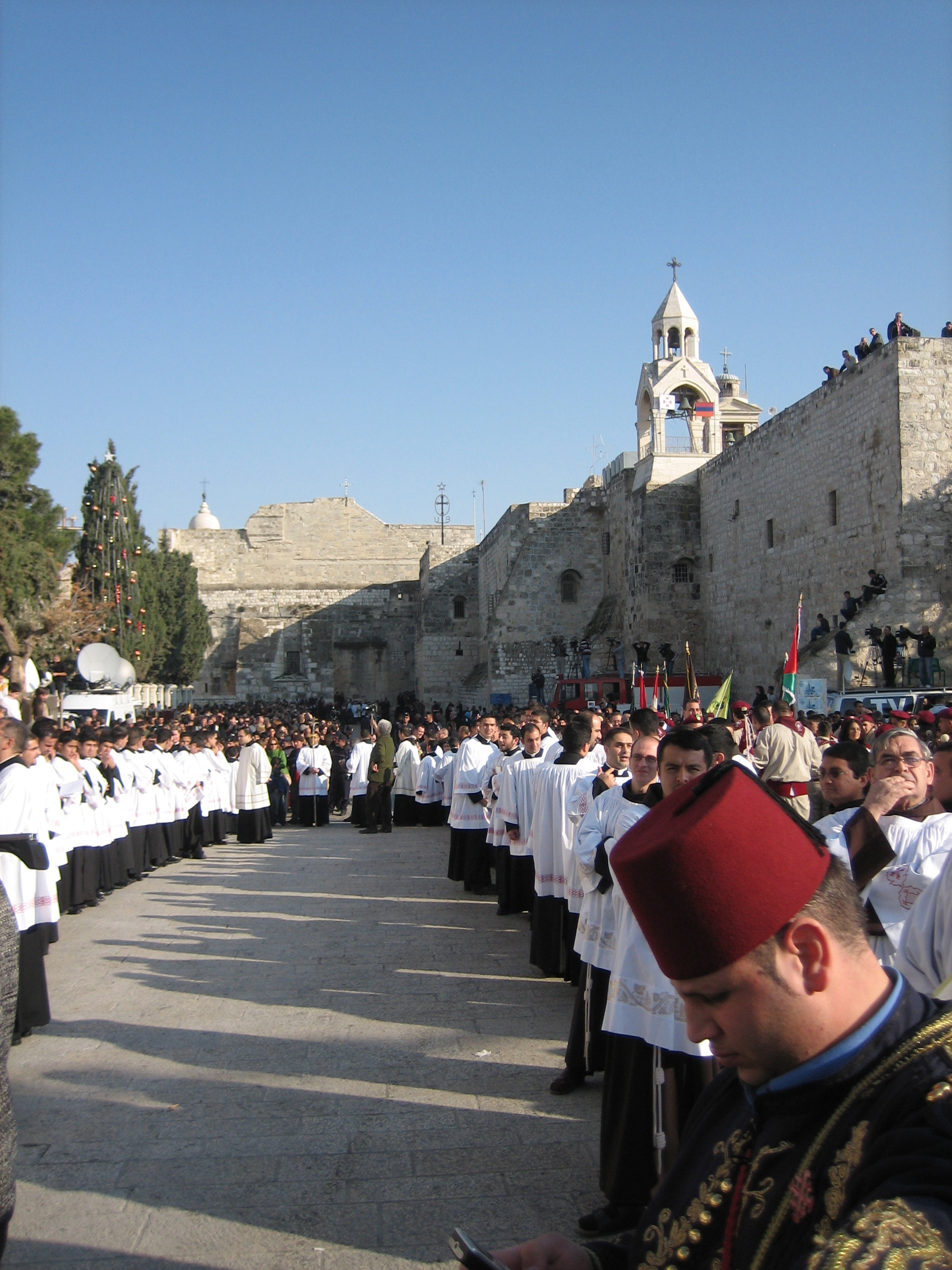
احتفالاتُ مسيحيّين فلسطينيّين بساحة كنيسة المهد في بيت لحم.

يدير المسيحيون في المناطق الثلاث عددًا من المدارس ومراكز النشاط الاجتماعي ومستشفيات وسواها هي ثلث الخدمات الطبية في الضفة الغربية على سبيل المثال؛ وقد برز من مسيحيي عرب 48 عدد من رجال الدين امثال المطران عطالله حنا والبطريرك ميشيل صباح والسياسييين من امثال إميل حبيبي، توفيق طوبي وعزمي بشارة الذين طالبوا بحقوق العرب داخل الخط الأخضر وقد نشط المسيحيون على وجه الخصوص في الجبهة الديموقراطية للسلام والمساواة وحزب التجمع الوطني الديمقراطي؛ أما في الأراضي الفلسطينية يخصص 10% من مقاعد المجلس التشريعي الفلسطيني للمسيحيين الذين يرتكزون في بيت لحم وبيت جالا وبدرجة أقل في رام الله وبيرزيت والبيرة وسائر المدن الفلسطينية، وبرز عدد وافر من الشخصيات التي انخرطت في الساحة الفلسطينية السياسية امثال جورج حبش مؤسس الجبهة الشعبية لتحرير فلسطين وحنان عشراوي وكمال ناصر، كما تمتلك 10 عائلات مسيحية ثلث اقتصاد قطاع غزة، وفق ما صرح به المنسيور الأب مانويل مسلم لقناة العربية، أما في إسرائيل فيعيش أغلب المسيحيين العرب في المنطقة الشمالية ومنطقة حيفا، وتضم مدينة الناصرة على أكبر تجمع مسيحي عربي وتليها مدينة حيفا، ويعيش المسيحيين العرب في بعض قرى الجليل الأخرى إما بشكل منفرد أو اختلاطًا بالمسلمين والدروز، مع وجود نسب أقل في سائر المدن سيّما القدس وتل أبيب وغيرها ويعاني المسيحيون العرب في إسرائيل من التمييز الاجتماعي والاقتصادي والسياسي من أوجه متعددة ويشرف على شؤونهم الحكومية وزارة الأديان الإسرائيلية، ويعتبرون الأكثر تعلمًا بين اليهود والمسلمين والدروز حيث أن 68% من المسيحيون هم من حملة الشهادات الجامعية، ولدى المسيحيين العرب أعلى نسبة أطباء وأعلى نسبة نساء أكاديميات في إسرائيل مقارنة ببقية شرائح المجتمع الإسرائيلي، وهم الأقل إنجابًا للأولاد، كما أن وضعهم الاقتصادي-الاجتماعي الأفضل بين عرب 48، أما في الأردن حيث يخصص 10% من مقاعد مجلس النواب الأردني للمسيحيين فلهم حضور فاعل ومؤسسات ومدارس عديد وبرز عدد وافر من الشخصيات المسيحية منذ نشوء الإمارة عام 1920 على الصعيد العسكري والاقتصادي والثقافي والاجتماعي، ويعتبر الأردن الدولة العربية الوحيدة التي زارها ثلاثة بابوات كاثوليك هم بولس السادس ويوحنا بولس الثاني وبندكت السادس عشر، ولا قيود على إنشاء الكنائس أو المؤسسات الكنسية في البلاد، وعمومًا تصنف الأقلية المسيحية في الأردن على أنها «أقلية ناجحة»، وعلى الصعيد الاقتصادي فحسب جريدة فاينانشيال تايمز يمتلك ويدير المسيحيين نحو ثلث اقتصاد الأردن.

### سوريا والعراق

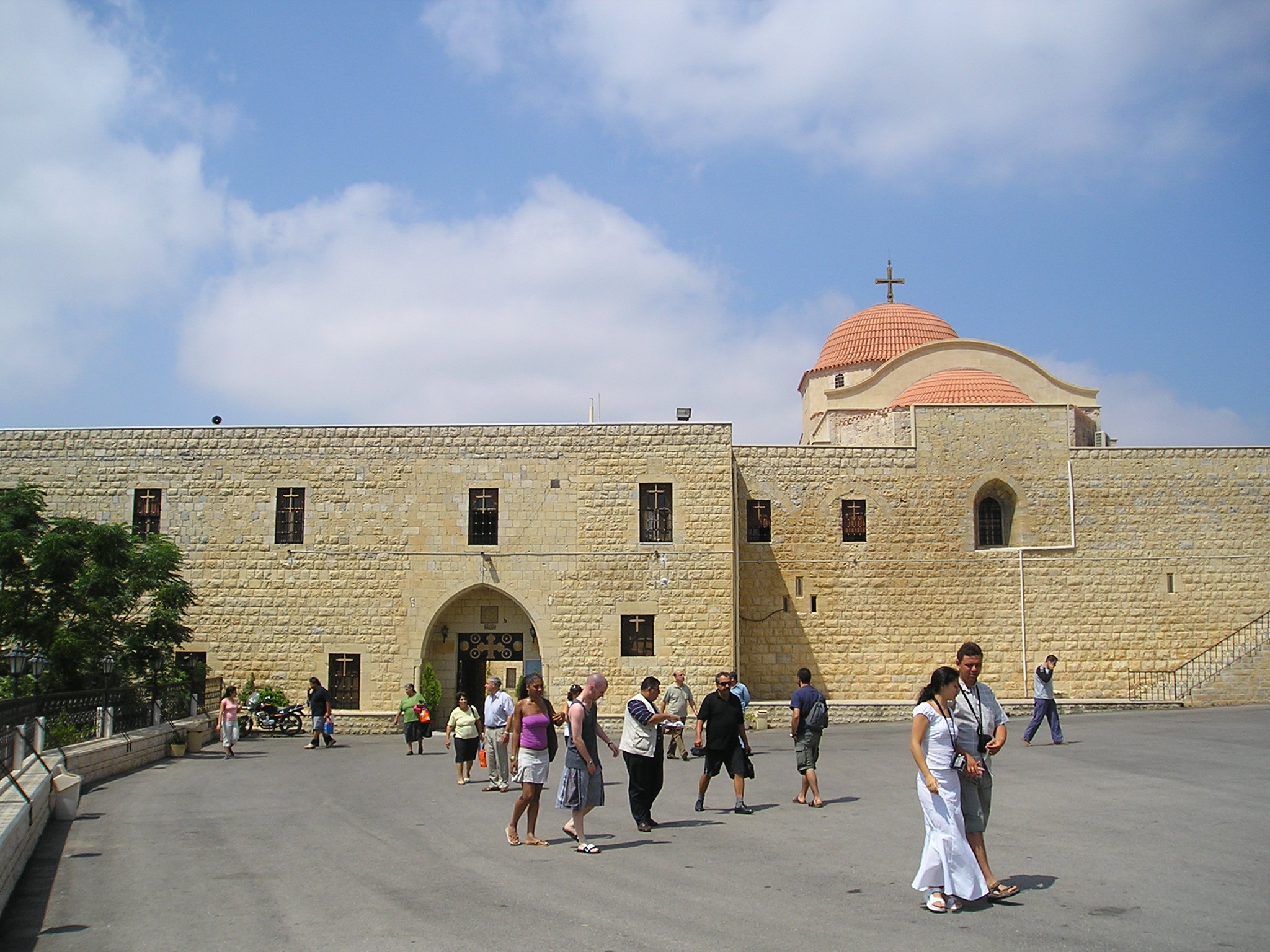
دير مار جرجس البطريركي في مشتاية.

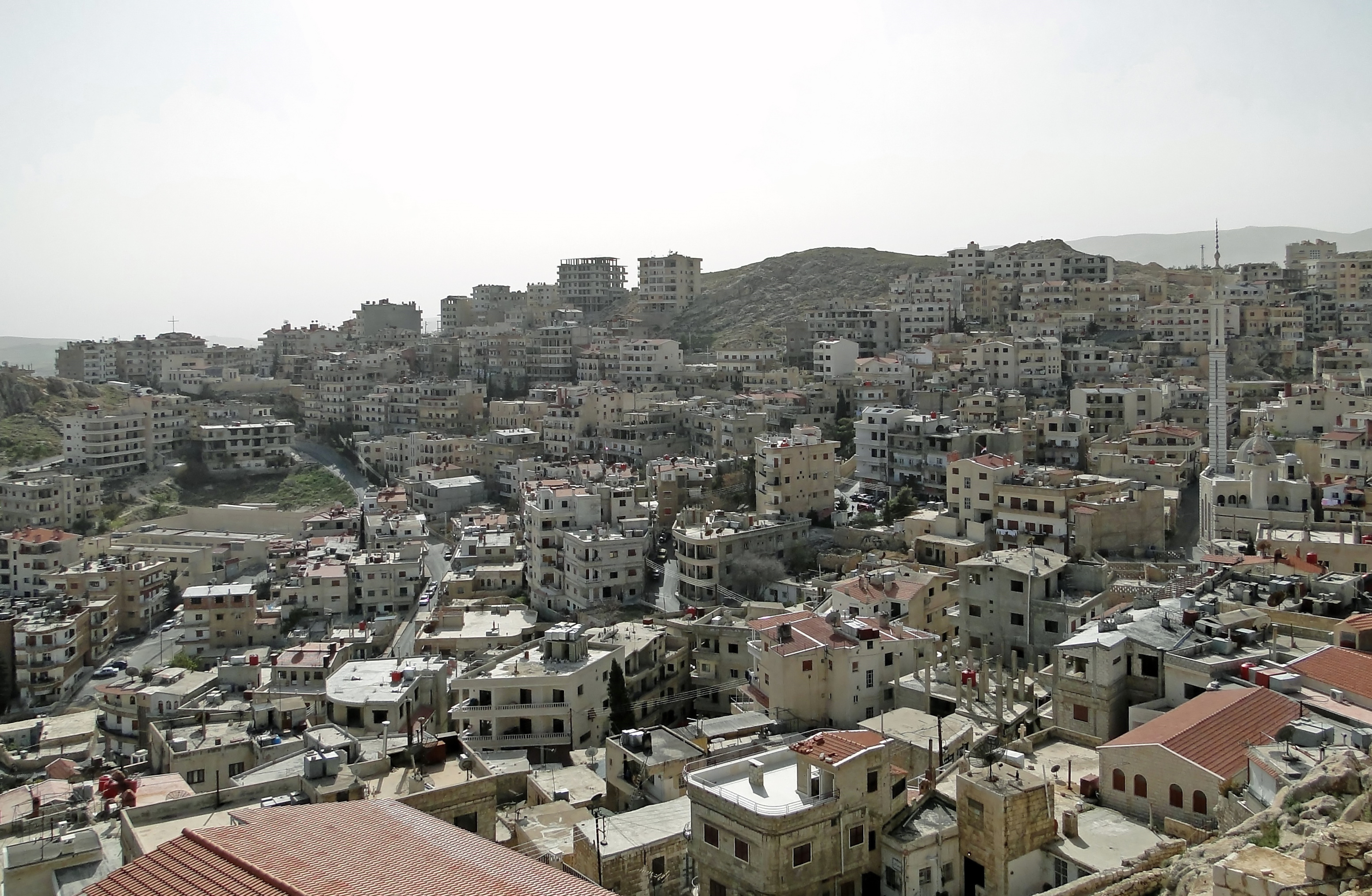
صيدنايا وأغلب سكانها من الروم الأرثوذكس.

كان مسيحيو سوريا يشكلون نحو 30% من السكان مطلع القرن العشرين، وترتفع نسبتهم في دمشق وحمص واللاذقية والجزيرة الفراتية لتتجاوز ثلث السكان، في حين انتشروا بمقدار أقل في حلب وحماة وإدلب. لعب كثيرون من مسيحيي البلاد دورًا ثقافيًا وفكريًا هامًا ونشطوا في العمل السياسي والنضال خلال مرحلة الانتداب الفرنسي على سوريا. لعلّ المفكرين السوريين الثلاثة الذين سطعوا خلال تلك المرحلة عاكسين التنوّع السياسي لدى المسيحيين هم ميشيل عفلق وإلياس مرقص المنادين بالاشتراكية والقومية العربية وأنطون سعادة المنادي بالقومية السوريّة وفارس الخوري الذي مثل الرأسمالية السورية المعتدلة من ناحية والموازنة بين الرابط القومي والرابط الوطني واستطاع تشكيل الحكومة مرات عديدة خلال رئاستي هاشم الأتاسي وشكري القوتلي. قوي مسيحيو البلاد من خلال هجرتين وافدتين الأولى في أعقاب المجازر بحق الأرمن والتي أفضت إلى استقرار أعداد كبيرة منهم في سوريا والثانية في أعقاب المجازر بحق الآشوريين التي أفضت بدورها إلى استقرار أعداد كبيرة منهم في الجزيرة الفراتية على وجه الخصوص قادمين من العراق. غير أنه ومنذ منتصف القرن العشرين أصيبت المسيحية السوريّة بدورها بالهجرة التي كان لها بشكل رئيسي أسباب ثلاثة:
- فمن ناحية كان أغلب المسيحيين من ملاك الأراضي والمستثمرين الاقتصاديين وهو ما أمّن لهم حضورًا فعّالاً في الساحتين الاقتصادية والاجتماعية ومكنهم من المشاركة الحقيقية في صناعة القرار، فعلى سبيل المثال 75% من الوكالات التجارية الأجنبية كانت بيد مسيحيين في منتصف القرن العشرين،[145] لكن الدولة السوريّة اتجهت بعد ثورة الثامن من آذار نحو السياسة الاشتراكية ما عنى فعليًا تجريد المُلاك من أملاكهم الخاصة وإنهاء المبادرات الفردية في السوق مقابل سيطرة الدولة، ما أدى أولاً إلى فقدان الدور الاقتصادي لمصلحة الدولة وثانيًا هجرة الطبقة الأكثر ثراءً وتهريب أموالها معها، كانت المرحلة الأولى من الهجرة تلجأ إلى لبنان وفي المرحلة الثانية انطلقت نحو المغترب البعيد.[145]
- العامل الثاني تمثل بمرتجعات الحرب الأهلية اللبنانية التي اندلعت عام 1975 وتحوّلت نوعًا ما إلى اقتتال طائفي بين مكونات البلاد من مسيحيين وسنة وشيعة ودروز. فتحت الحرب الأهلية باب الهجرة للبنانيين عمومًا ومسيحيي لبنان خصوصًا، الذين تربطهم بمسيحيي سوريا علاقات قرابة وتجاور. لذلك فإن الهجرة اللبنانية دفعت بشكل أو بآخر إلى تشجيع الهجرة السوريّة.
- العامل الثالث برز بتمرد الإخوان المسلمين في سوريا والذي بدأ عام 1979 على يد «الطليعة المقاتلة» الجناح العسكري للحركة واستمرّ حتى 1982 وتمركز في حماة وامتدّ نحو مناطق ومدن سوريّة مختلفة، وكان من نتائج تصاعد التطرف الديني لدى الحركة وما رافقه من خطابات وعمليات طائفية، تزايد الهجرة بشكل متسارع، إلى درجة أن الدولة السوريّة قامت في أواسط الثمانينات بمنع إصدار تأشيرات الخروج لمسيحيي البلاد.[146]

حاليًا تتراوح نسبة مسيحيي سوريا بين 8 - 10% من السكان، يتركزون في الجزيرة الفراتية ووادي النصارى والمدن الكبرى كحلب ودمشق واللاذقية وحمص، وتكاد لا تخلو مدينة سورية من كنيسة. صدر عام 2006 قوانين منظمة للأحوال الشخصية وفق الشرائع المسيحية على شكل ثلاثة قوانين واحدة للطوائف الكاثوليكية وأخرى للأرثوذكسية الشرقية وثالثة للأرثوذكسية المشرقية، قبل ذلك كان المسيحيون يتبعون قوانين الأحوال الشخصية الخاصة بالمسلمين - وإن لم تنفذ فعليًا من ناحية تعدد الزوجات أو الطلاق دون موافقة السلطة الكنسية - وذلك حفاظًا على النص الدستوري الذي يساوي بين جميع المواطنين أمام القانون، ثم أعيد تفسير النص بشكل سمح بإصدار قوانين خاصة للأحوال الشخصية حسب الطوائف؛ أما في الحياة السياسية يشارك المسيحيون في العمل السياسي عن طريق الحكومة بثلاث وزراء في الجبهة الوطنية التقدمية و17 عضوًا في مجلس الشعب، وبرزت خلال الاحتجاجات السورية سنة 2011 شخصيات سوريّة مسيحية معارضة أمثال جورج صبرا وميشيل كيلو وسواهما. ومسيحيو سوريا متنوعون طائفيًا فهناك الروم الأرثوذكس وهم الأغلبية يليهم السريان الأرثوذكس والروم الكاثوليك مع وجود جماعات مختلفة من اللاتين والبروتستانت والموارنة والكلدان والآشوريين والسريان الكاثوليك والأرمن، وتحوي حلب وحدها عشر أبرشيات في حين تعتبر دمشق كرسي بطريركي ومقرًا لثلاث كنائس على مستوى العالم هم بطريركية أنطاكية وسائر المشرق للروم الأرثوذكس وبطريركية أنطاكية وسائر المشرق للسريان الأرثوذكس وبطريركية أنطاكية والقدس والإسكندرية للروم الملكيين الكاثوليك، وأغلب مسيحيي سوريا على تنوّع مشاربهم يتكلمون العربية، مع بعض الاستثناءات المتعلقة بمنطقة معلولا مثلاً حيث تستخدم الآرامية الغربية وبعض قرى الجزيرة حيث تستخدم السريانية.

صورة تعود لبدايات القرن العشرين تصور احتفالا في مدينة الموصل شمال العراق.

يعيش أغلب مسيحيي العراق الذين يشكلون حوالي 3% من عدد السكان خارج البلاد ولا توجد أرقام دقيقة عن نسبة المسيحيين العرب غير أنه باستثناء المسيحيون المنتمين للكنائس السريانية والأرمنية فإنه لا يتبقى سوى عدة آلاف ممن قد يصنفون كمسيحيين عرب. اتخذت الأنظمة الحاكمة في العراق سياسة تعريب بلغت ذروتها في السبعينيات من القرن العشرين عندما صُنِّف جميع المسيحيين عربًا. كما دأب نظام صدام حسين على معاقبة الرافضين لتسجيلهم عربًا في الإحصاءات الرسمية باستثنائهم من المعونات الغذائية والطبية بحسب برنامج النفط مقابل الغذاء وترحيل قرى بأكملها من مناطق سكناها.
تعود هجرة مسيحيي العراق إلى بداية القرن العشرين بسبب مجزرة سميل في شمال العراق التي دعت عشرات الآلاف للنزوح لسوريا، وبعد استقرار خلال منتصف القرن العشرين عادت ظاهرة الهجرة متأثرة بعوامل اقتصادية واجتماعية خصوصًا بعد حصار العراق وحرب الخليج الثانية، إلا أن وتيرتها تسارعت بشكل كبير في أعقاب غزو العراق عام 2003 وما رافقه من انتشار لمنظمات متطرفة شيعية وسنيّة. على سبيل المثال ومع بداية صوم العذراء في 1 أغسطس/آب 2004 تعرضت خمس كنائس للتفجير سويّة، مسلسل تفجير الكنائس لم يتوقف بل استمر وتطور بحيث شمل محلات بيع المشروبات الكحولية والموسيقى والأزياء وصالونات التجميل، وذلك بهدف إغلاق أمثال هذه المحلات، كذلك تعرضت النساء المسيحيات إلى التهديد إذا لم يقمن بتغطية رؤوسهن على الطريقة الإسلامية، وحدثت عمليات اغتيالٍ لعدد من المسيحيين بشكل عشوائي. المسيحية في العراق وعلى خلاف سائر الدول العربية احتفظت بطابعها الأصلي، فظلت مسيحية سريانية ولم تتعرب بنسب كبيرة كما حصل في بلاد الشام ومصر، وإن كان معظم أتباع هذه الكنائس يجيدون العربية حاليًا كلغة تخاطب يومي سيّما في المدن الكبرى. أكبر كنيسة في العراق فهي الكنيسة الكلدانية الكاثوليكية ومقرها ببغداد تليها كنيسة المشرق الآشورية التي نقل مركزها من الموصل إلى شيكاغو بعد مجزرة سميل عام 1933 بالإضافة إلى تواجد للكنيسة السريانية الأرثوذكسية والسريانية الكاثوليكية. هناك أقليات أخرى تتبع الروم الملكيين والأرمن والبروتستانت في العراق. أما بالنسبة للوضع السياسي، فللعراقيين المسيحيين قانون أحوال شخصية خاص بهم، وتعتبر السريانية لغة رسمية في المناطق التي يشكلون فيها أغلبية في شمال العراق. يوجد عدد من الأحزاب السياسية المسيحية، ويمثل المسيحيين العراقيين في البرلمان العراقي كل من الحركة الديمقراطية الآشورية بثلاثة مقاعد والمجلس الشعبي الكلداني السرياني الآشوري بمقعدين.

### مصر

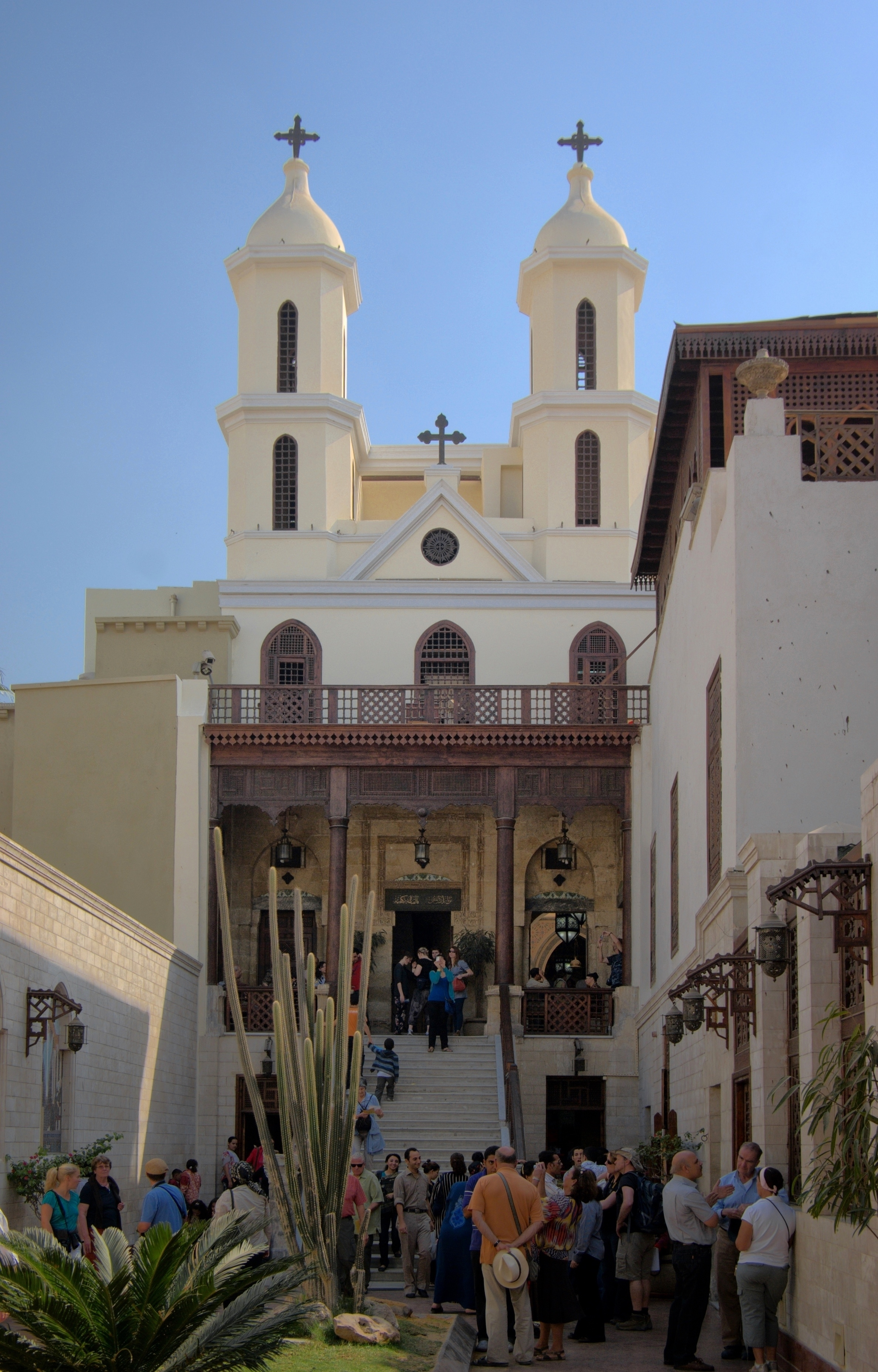
الكنيسة المعلقة أحد المقرّات البابوية في القاهرة ويعود زمن بنائها للقرن الحادي عشر.

لا يمكن تحديد نسبة المسيحيين في مصر وأغلبيتهم الساحقة من مؤمني الكنيسة القبطية الأرثوذكسية مع وجود أقليات مختلفة من بطريركية الإسكندرية للروم الأرثوذكس واللاتين والموارنة وغيرهم؛ آخر إحصاء وطني في البلاد لحظ نسبة التمثيل الطائفي ولم يشمل المهجر، وتعترف به الكنيسة تمّ عام 1966 خلال عهد جمال عبد الناصر، حينها نصّ الإحصاء أن عدد المسيحيين نحو مليوني من أصل 29 مليون أي بنسبة 7.2% ترتفع لحوالي 9% بإضافة أقباط المهجر، الإحصاء التالي عام 1976 طُعن في صحته خاصة أنه صدر في فترة توتر بين بطريركية الإسكندرية ونظام أنور السادات إذ نصّ أن عدد الأقباط هو 2.2 مليون، أي بالمقارنة مع الإحصاء السابق لم يزد عدد مسيحيي مصر طوال عقد سوى 200 ألف نسمة مقابل زيادة عامة في عدد سكان مصر قدرت بستة ملايين، رغم أنّ مسيحيي مصر لا مشكلة هجرة لديهم بالمعنى المنتشر في بلاد الشام والعراق وكذلك لا مشكلة في إنجاب الأولاد، آخر تعداد شمل الطائفة أيضًا جرى عام 1986 وأظهر أن نسبة المسيحيين 5.9% أي حوالي 2.8 مليون من أصل 48 مليون مصري حينها، وعلى أساس هذا الإحصاء لا تزال بعض الجمعيات المدنية والأحزاب السياسيّة تقيّم نسبة مسيحيي مصر، محددين بذلك العدد الحالي من أصل 80 مليون بحوالي 4.5 - 5 مليون نسمة، غير أن العديد من الجهات المستقلة تتهم نظامي أنور السادات وحسني مبارك بالتلاعب في نسب الإحصاء لمكاسب سياسيّة واجتماعية، وعدد من الدراسات الإحصائية العالمية تحدد النسبة بحوالي 10% من السكان أي 8 ملايين مصري من أصل 80 مليون؛ كتاب حقائق العالم ومعه وزارة الخارجية الإمريكية في تقرير الحريات الدينية لعام 2007 قالت أنه من الصعب تحديد عدد المسيحيين داخل مصر لكنها تترواح بين 6 - 11 مليون مصري، أي بين 8 - 15% من مجموع السكان. وينتشر المسيحيون جغرافيًا في جميع ربوع مصر وإن كان هناك بعض الكثافة العددية في بعض مناطق الصعيد كأسيوط والمنيا، وبعض أحياء الإسكندرية والقاهرة، مثل حي شبرا الذي يضم واحدًا من أكبر التجمعات المسيحية في مدينة القاهرة.
الدساتير المصريّة المتعاقبة بدءًا من دستور 1923 وحتى اليوم تنصّ على أن جميع مكونات المجتمع المصري هي متساوية في الحقوق والواجبات، وصدر في 15 أكتوبر 2011 قانونًا مجرمًا للتمييز في البلاد، رغم ذلك فإن تقرير الحريّات الدينية الصادر عن وزارة الخارجية الإمريكية قد فيّم مصر بكونها دولة «منتهكة» لحقوق الأقليات؛ تقرير الحريات الدينية استند إلى عدّة معطيات تتواجد في مصر علمًا أنها لا تتواجد في بلدان عربية مجاورة تتخذ مثل مصر الشريعة الإسلامية مصدرًا للتشريع كالأردن وسوريا، ولعل أبرز هذه القضايا تتمثل بقضية بناء الكنائس في مصر؛ حيث لا يزال التشريع المعتمد هو الخط الهمايونى الصادر عن الدولة العثمانية عام 1856، ومن ثم أضافت إلى وزارة الداخلية المصرية عام 1934 ما يعرف باسم «الشروط العشرة»، مرفقًا بموافقة أمنية وموافقة المحافظ، ويقدّم الأقباط ملفات عديدة تتعلق بتعويق ترميم كنائس أو بناء كنائس جديدة؛ يدور الجدل حديثًا في مصر حول الانتهاء من هذه القضية بوضع قانون جديد وعصري منظم لبناء الكنائس، علمًا أن دار الإفتاء المصريّة أفتت بجواز بناء الكنائس في الإسلام، وهو ما يضع القضية في خانة السياسة أكثر من كونها في خانة الدين.
المنحى الثاني من مناحي التمييز على أسس دينية يقول الأقباط أيضًا أن الدولة تميّز بينهم وبين المسلمين في كثير من مناحي الحياة اليومية، كتخفيض مدة الخدمة العسكرية ستة أشهر لمن يحفظ القرآن مقابل عدم وجود مثل هذا الامتياز للمسيحيين، فضلاً عن عدم وجود أو وجود نسبة قليلة جدًا في المسيحيين يشغلون مناصب هامة، كضباط في الجيش أو عمادات في الجامعات، حتى في مجلس الشعب المصري عن دورة 2010 يبلغ عدد النواب الأقباط سبعة نواب فقط أي 1.5% من مجموع المجلس، وبعد أن عيّن الرئيس السابق حسني مبارك عددًا من النواب الأقباط ضمن قائمة النواب المعينين حسب الدستور المصري فإن العدد ارتفع إلى أحد عشر نائبًا فقط أي 2% من مجموع المجلس. علمًا أن أنور السادات هو من ألغى عام 1979 النظام الذي وضعه جمال عبد الناصر وراعى في تقسيم الدوائر الانتخابية أماكن كثافة الأقباط السكانية، بغية ضمان تمثيلهم.

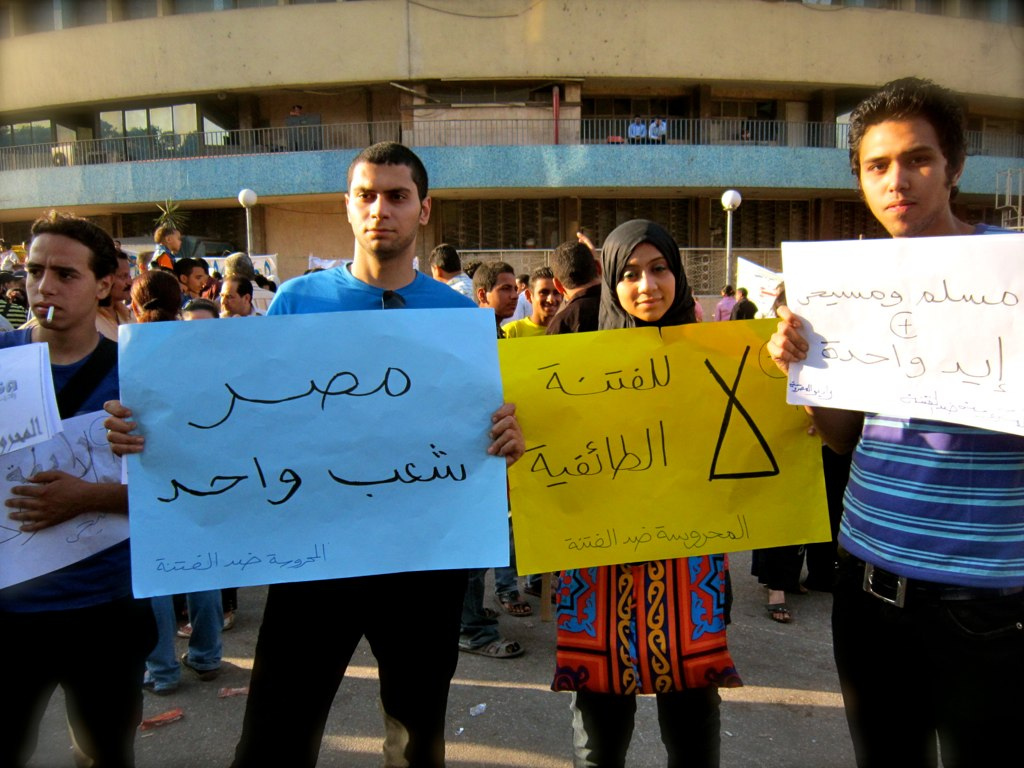
شبّان مصريون يرفعون شعارات ترفض الطائفية وتؤكد المساواة بين المسلمين والمسيحيين.

هناك قضية ثالثة تتمثل بالمواجهات الطائفية التي تحدث في مصر بين فنية وأخرى، وهي لم يعرفها التاريخ المصري منذ أيام محمد علي باشا وحتى أيام محمد أنور السادات؛ ففي عام 1972 وخلال رئاسة السادات وقعت أول اشتباكات طائفية عرفت باسم «أحداث خانكة» بعد أن أحرقت كنيسة غير مرخصة في فترة نشاط التطرف الديني في مصر، وبدلاً من أن تحل الأزمة، تبادل السادات الاتهامات مع البابا شنودة وساد الجفاء في علاقتهما، وانتهى الأمر بالتشدد في قرارات تراخيص الكنائس أو ترميمها؛ ثم تكررت وللأسباب نفسها، المواجهات الطائفية في أحداث الزاوية الحمراء عام 1980 التي حوّلت الجفاء بين البابا والرئيس إلى قطيعة، وأفضت في النهاية إلى إصدار السادات قرار بعزل البابا شنودة الذي اعتكف في وادي النطرون، علمًا أن القوانين الكنسيّة تنصّ أن البطريرك لا يُعزل دون موافقة المجمع المقدس.
حديثًا، ومع بداية 2011 فُجِّرَت كنيسة القديسين في الإسكندرية وأظهرت التحقيقات اللاحقة تورط وزارة الداخلية المصرية في العملية، هذا ما دفع للقول بأن النظام الصري السابق كان يلعب على ورقة إثارة النعرات الطائفية، وإقصاء المسيحيين عن المشاركة في الحياة العامّة، وذهب البعض إلى كون البابا شنودة نفسه يحاول بناء ذاتية قبطية كنسيّة منفصلة عن الدولة، ولعب دورًا سياسيًّا في الشأن العام؛ عمومًا فقد تكررت بعد ثورة 25 يناير عدد من المواجهات الطائفية كان أقساها وآخرها أحداث ماسبيرو في أكتوبر 2011، وأسمتها قناة العربية «حرائق سياسية تتنكر تحت عباءة الدين».
وفي المقابل لا يمكن إغفال التعايش الإسلامي - المسيحي في البلاد، وهو أحد «موروثات الثقافة المصرية» كما صرّح علي جمعة مفتي الديار المصرية، ولا يمكن التغاضي أيضًا عن المشاركة المسيحية في النشاطات الاجتماعية والثقافية والاقتصادية، وقد ذكر تقرير حكومي عام 2007 أن أكثر من 30% من الاقتصاد المصري يديره أقباط وطبقا لتقديرات غير رسمية فثروة الأقباط لاتقل عن 50% من حجم الاقتصاد المصري، وأن 22% من شركات القطاع الخاص المصري التي تأسست خلال فترة التخلي عن الاشتراكية بين عامي 1974 و1995 هي لأقباط أيضًا، وعلى 60% من الصيدليات و45% من العيادات الطبية الخاصة، كما ويحتل ثلاثة من الاقباط من أسرة ساويرس رأس قائمة أغنى أغنياء مصر، وذلك حسب التصنيف السنوى الذي تصدره مجلة فوربس، وقدرت المجلة صافي ثروة الأسرة بحوالي 36 مليار دولار.
تاريخيا عمل العديد من الأقباط في مهنة المحاسبة والمحاماة، وفي عام 1961 امتلك الأقباط 51% من البنوك المصرية. ويتمتع مسيحيو مصر بمستوى تعليمي أعلى نسبياً، وبمؤشر ثروة أعلى نسبياً، وتمثيل أقوى في وظائف ذوي الياقات البيضاء بالمقارنة مع مجمل السكان، ولكن بتمثيل محدود في الأجهزة الأمنية. لعب مسيحيو مصر دوراً مركزياً في النهضة العربية وتحديث مصر والوطن العربي ككل،  وساهموا في «الحياة الاجتماعية والسياسية والنقاشات الرئيسيَّة مثل الوحدة العربية، والحكم الرشيد، وإصلاح التعليم، والديمقراطية»، وازدهروا في الأعمال التجاريَّة. ووفقًا للباحث أندريا روغ، يُميل الأقباط إلى الانتماء إلى الطبقة المتوسطة والعليا وأن يكونوا من الطبقة المتعلمة، ووفقًا للباحث لويس فرج "ما يزال الأقباط يلعبون دور رئيسي في الإدارة المالية للدولة في مصر، حيث يملكون 20% من إجمالي رأس مال الدولة، وحوالي 45% من معاشات الوظائف الحكومي". وفقًا للباحث ج.د.بينينجتون حوالي 45% من الأطباء وحوالي 60% من الصيادلة في مصر من المسيحيين. ويجادل الباحثين ماريستيلا بوتيتسيني وزفي إيكشتاين بأن الأقباط لديهم تحصيل تعليمي أعلى نسبيًا ومؤشر ثروة أعلى نسبيًا، بسبب تركيز المسيحية القبطية على معرفة القراءة والكتابة، وكون المسيحية القبطية مثل اليهودية الربانية تُشجع على تراكم رأس المال البشري.

### لبنان

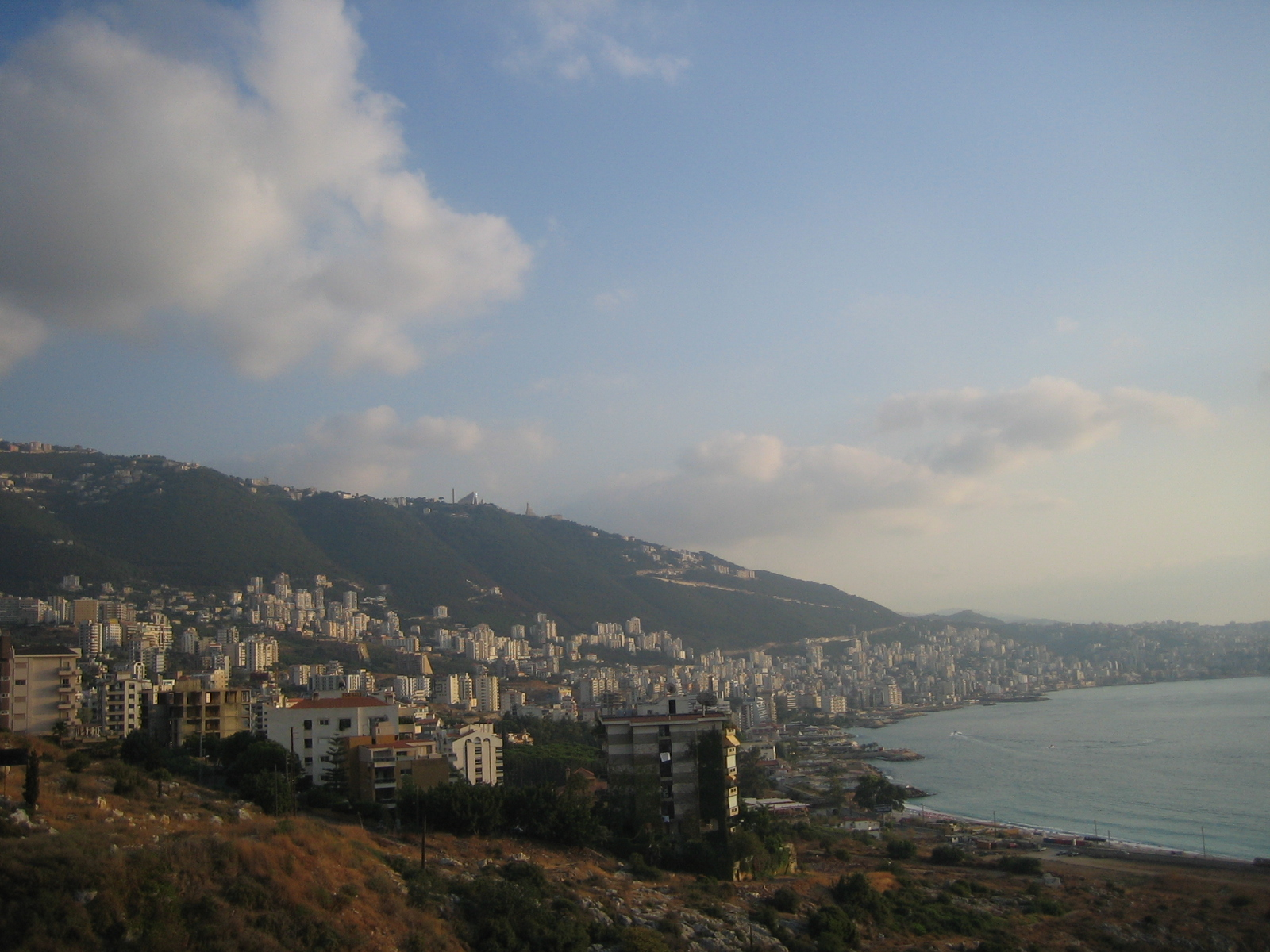
جونيه.

بموجب القوائم الانتخابية الصادرة عن وزارة الداخلية اللبنانية عام 2009 فإن نسبة المسيحيين المقيمين في لبنان وتجاوزوا الحادية والعشرين من العمر تبلغ 40% من مجموع السكان، حوالي 60% من الموارنة والباقي ائتلاف أقليات مسيحية أخرى عمادها الرئيس الروم الأرثوذكس والروم الكاثوليك والأرمن الأرثوذكس. تمتع جبل لبنان بالحكم الذاتي منذ أواسط العهد المملوكي وذلك يعود لوعورة مسلكه وبعده عن السلطة المركزية في دمشق أو القاهرة واستمرّ الحكم الذاتي طوال العهد العثماني وكسب زخمًا إضافيًا مع قيام الإمارة الشهابية التي اعتنق حكامها المسيحية وانضموا إلى الكنيسة المارونية في الهزيع الأخير للقرن الثامن عشر، ثم رُسخ دور المسيحيين اللبنانيين في أعقاب ميلاد متصرفية جبل لبنان عام 1861، التي كانت ممهدة الطريق نحو ميلاد «دولة لبنان الكبير» عام 1920 بعد جهود حثيثة لنيل الاستقلال بذلتها مختلف الأطراف اللبنانية وعلى رأسهم البطريرك إلياس بطرس الحويك الذي ترأس الوفد اللبناني إلى مؤتمر الصلح ورفض أي نوع من الفيدرالية مع سوريا. نالت الجمهورية اللبنانية استقلالها عام 1943 وولد مع الاستقلال «الميثاق الوطني اللبناني» الذي نصّ على كون رئيس الجمهورية مارونيًا ورئيس الوزارة سنيًا ورئيس مجلس النوّاب شيعيًا، كذلك فقد وزعت المقاعد الوزارية مناصفة بين المسيحيين والمسلمين وسائر وظائف الفئة الأولى الإدارية والأمنية والعكسرية، ولذلك فإن لبنان لا يعتبر الدولة الوحيدة في الوطن العربي التي يرأسها مسيحي، بل الدولة الوحيدة أيضًا التي يلعب فيها المسيحيون دورًا فاعلاً وأساسيًا في الحياة العامة؛ وخلال الفترة الممتدة بين 1943 و1975 شهد لبنان ازدهارًا اقتصاديًا واجتماعيًا وثقافيًا غير مسبوق حتى دعي «سويسرا الشرق» وما عاق هذا التقدم هو اندلاع الحرب الأهلية اللبنانية على أسس مذهبية في 13 أبريل 1975.

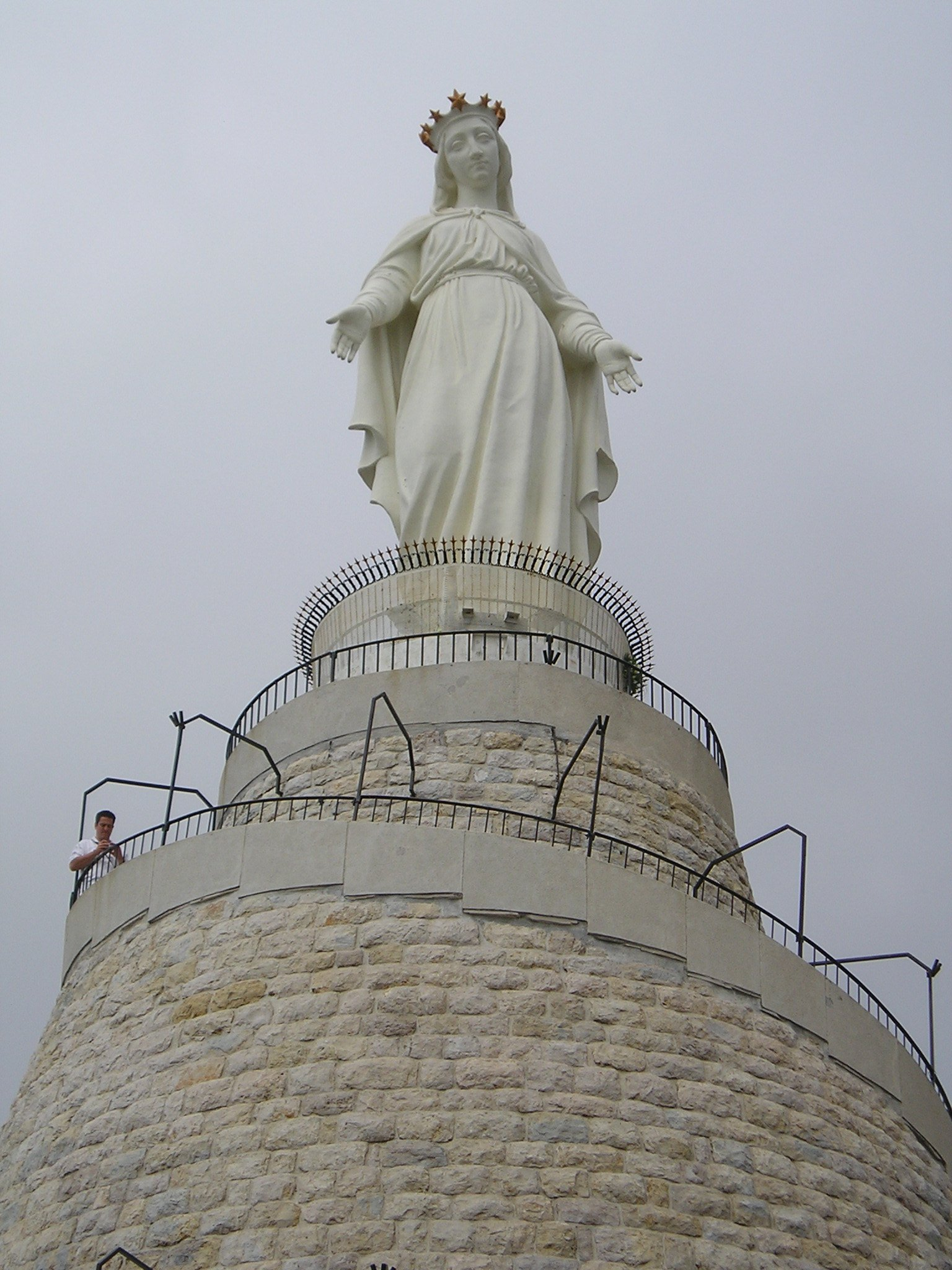
نصب "سيدة لبنان" في حريصا المشيّد بجهود البطريرك الحويك عام 1904، مشرفًا على بيروت.

استمرّت الحرب اللبنانية خمسة عشر عامًا، ولم تعد حرب لبنانيين بقدر ما كانت حرب آخرين على أرض لبنان، فمن المعلوم على سبيل المثال أن الحرب بين عامي 1988 و1990 والتي كان قطبيها سليم الحص وميشال عون كانت فعليًا حربًا بين النظامين السوري والعراقي، فبينما دعم السوريون بواسطة الجيش السوري حكومة الحص زوّد صدام حسين بقايا الجيش اللبناني مع ميشال عون بالمال والسلاح. في 1990 تم التوصل لاتفاق الطائف الذي أنهى الحرب الأهلية محافظًا على المناصفة بين المسيحيين والمسلمين وحافظ أيضًا على توزيع الرئاسات الثلاث ونقل جزء من صلاحيات رئيس الجمهورية إلى مجلس الوزراء مجتمعًا، محولاً بذلك البلاد من النظام نصف الرئاسي إلى النظام البرلماني.
لعلّ أبرز سلبيات واقع المسيحيين في لبنان تتلخص أولاً بالتهجير الذي طال بعض المناطق ذي الغالبية المسلمة، فعلى سبيل المثال هجر مسيحيو عاليه والشوف خلال حرب الجبل على يد ميليشيات الحزب التقدمي الاشتراكي التابع لوليد جنبلاط وقد أقفل ملف المهجرين بغالبه خلال مصالحة الجبل عام 2000، كذلك هجّرت ميلشيات حركة أمل المسيحيين من مناطق شرق صيدا في الجنوب ومناطق أخرى. العامل الثاني تمثل بالهجرة إلى خارج لبنان بنتيجة انعدام الأمن وانهيار الاقتصاد، وسوى ذلك الاقتتال المسيحي - المسيحي كما حصل بين عون وجعجع في ما دعي «حرب الإلغاء» وقبلاً بين جعجع وحبيقة وقبلاً بين تيار المردة والقوات اللبنانية. وعمومًا فإن الهجرة هربًا من الحرب والوضع الاقتصادي قد أدّى في نهاية المطاف إلى كون عدد اللبنانين خارج وطنهم ضعفي عدد اللبنانيين داخل البلاد، علمًا أن الهجرة سابقة للحرب، فمنذ أواخر القرن التاسع عشر بدأت الهجرة، وتفاقمت مع مآسي الحرب العالمية الأولى والمجاعة التي ضربت جبل لبنان وشمال سوريا أفضت إلى «موت ثلث الجبل وهجرة ثلثه وبقاء ثلثه على قيد الحياة»، العامل الثالث يتمثل بالتجنيس، ففي عام 1994 وفي ظل الهيمنة السورية على مفاصل الحياة السياسية في لبنان، أصدرت الحكومة اللبنانية مرسومًا يقضي بتجنيس مئات آلاف السوريين والفلسطينيين والإيرانيين الذين استقروا في لبنان خلال فترة الحرب، وكان من آثار ذلك الديموغرافية في قضاء عكار على سبيل المثال ازدياد نسبة الطائفة العلوية 1300% والطائفة السنية 120% في القضاء، وعلى مستوى لبنان انخفضت نسبة المسيحيين من 48% إلى 40%، وفق جداول الشطب التي لا تشمل المغترب اللبناني.

### تركيا

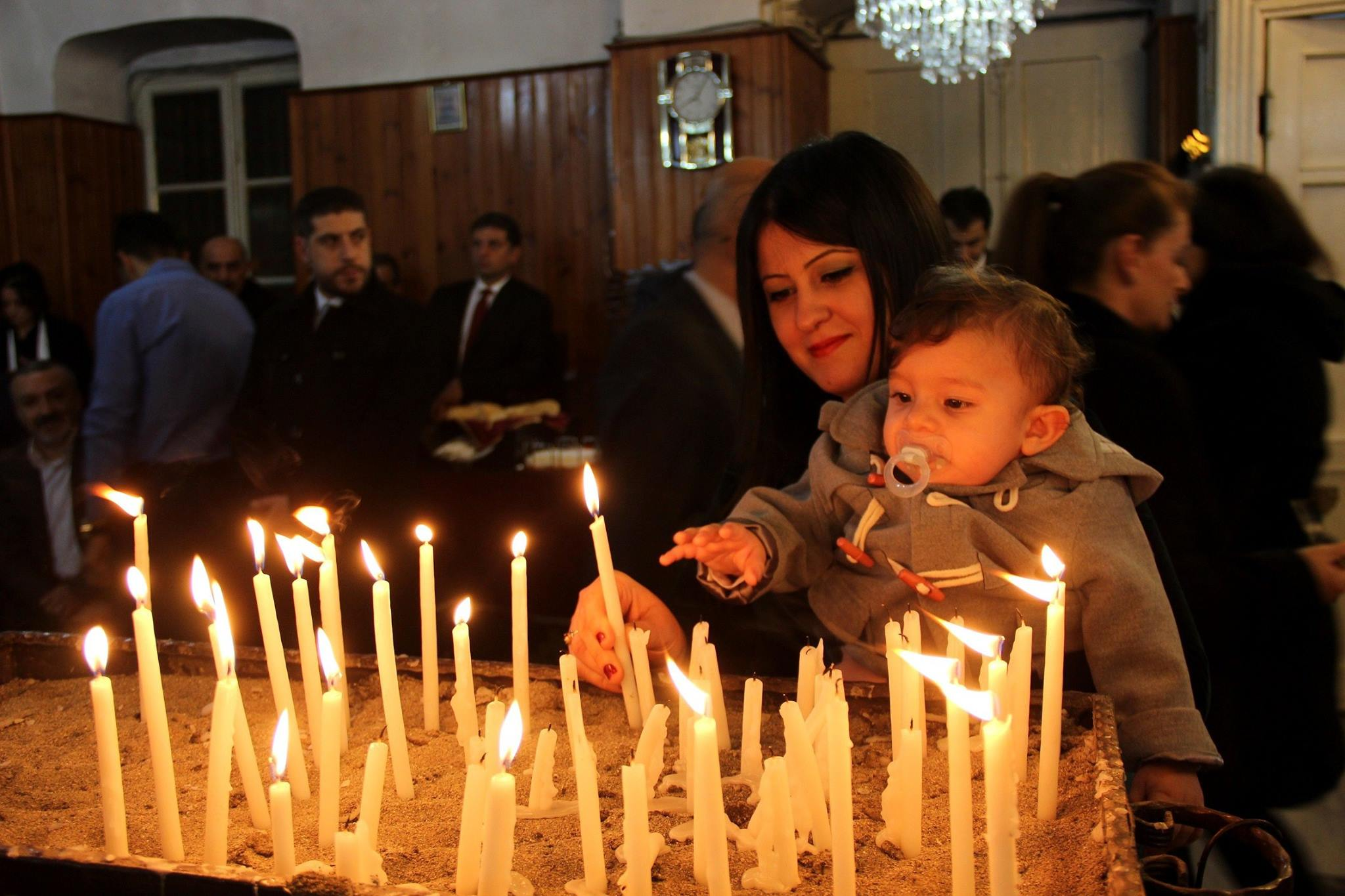
جانب من احتفالات الروم الأنطاكيين لعيد الميلاد بكنيسة القديس نيقولا الأرثوذكسيّة في مدينة الإسكندرونة.

تركيا هي موطن لحوالي 120 ألف إلى حوالي 310 ألف مسيحي، معظمهم من أتباع الكنيسة الأرمنية الرسولية والكنيسة الأرثوذكسية الشرقية والكنيسة السريانية الأرثوذكسية.
يعيش في تركيا طائفة من المسيحيين العرب ينتمي أغلبهم إلى بطريركية أنطاكية وسائر المشرق للروم الأرثوذكس، ويُلقبون بالروم الأنطاكيين، وكانوا جزءًا من المجتمع السوري حتى معاهدة لوزان عندما اقتُطع لواء اسكندرون السوري ذو الغالبية العربية وضمّ إلى تركيا عام 1939، وقُدرت نسبتهم آنذاك بحوالي 8% من سكان اللواء أي حوالي 17,600 نسمة، وأدى ضم لواء اسكندرون إلى تركيا عام 1939، وإنشاء محافظة هاتاي، إلى نزوح جماعي للمسيحيين والعلويين من أنطاكية شرقًا إلى المناطق السورية الخاضعة للانتداب الفرنسي. كما وهاجرت أعداد من الروم الأنطاكيين لاحقاً إلى مدينة حلب ومحافظة إدلب. كما ضم اللواء على أقلية أرمنية مسيحية قُدرت نسبتها بحوالي 11% من السكان أي حوالي 24,200 نسمة. في عام 1995 قدر تعداد الروم الأنطاكيين بحوالي 10,000 نسمة، في حين قدرّت أعدادهم عام 2008 بحوالي 18,000 نسمة. ويعيش أغلبهم في إسطنبول وأنطاكية والإسكندرونة ومرسين وأضنة والسويدية والقصير وأرسوز، ويتحدثون باللغة العربيّة والتركيّة. وتعتبر قرية توكاتشلي في منطقة القصير القرية المسيحية الأرثوذكسيّة العربية الوحيدة في تركيا، وبحسب دراسة، يرى مسيحيو القرية أنهم مرتبطون بتركيا، ويُعرّفون عن أنفسهم في بعض الأحيان «بالأتراك» أو «المواطنون الأتراك». ويعيش العديد من أبناء القرية في إسطنبول ومدن محافظة هاتاي وفي المهجر خصوصاً في ألمانيا. وعلى النقيض من الكنيسة الأرثوذكسية اليونانية في القسطنطينية، حيث أن لغتها الطقسيّة هي اللغة اليونانية، فإنَّ اللغة الطقسيّة للكنيسة الأرثوذكسية في أنطاكية هي باللغة العربية، ورعاياها من أصول عربية.

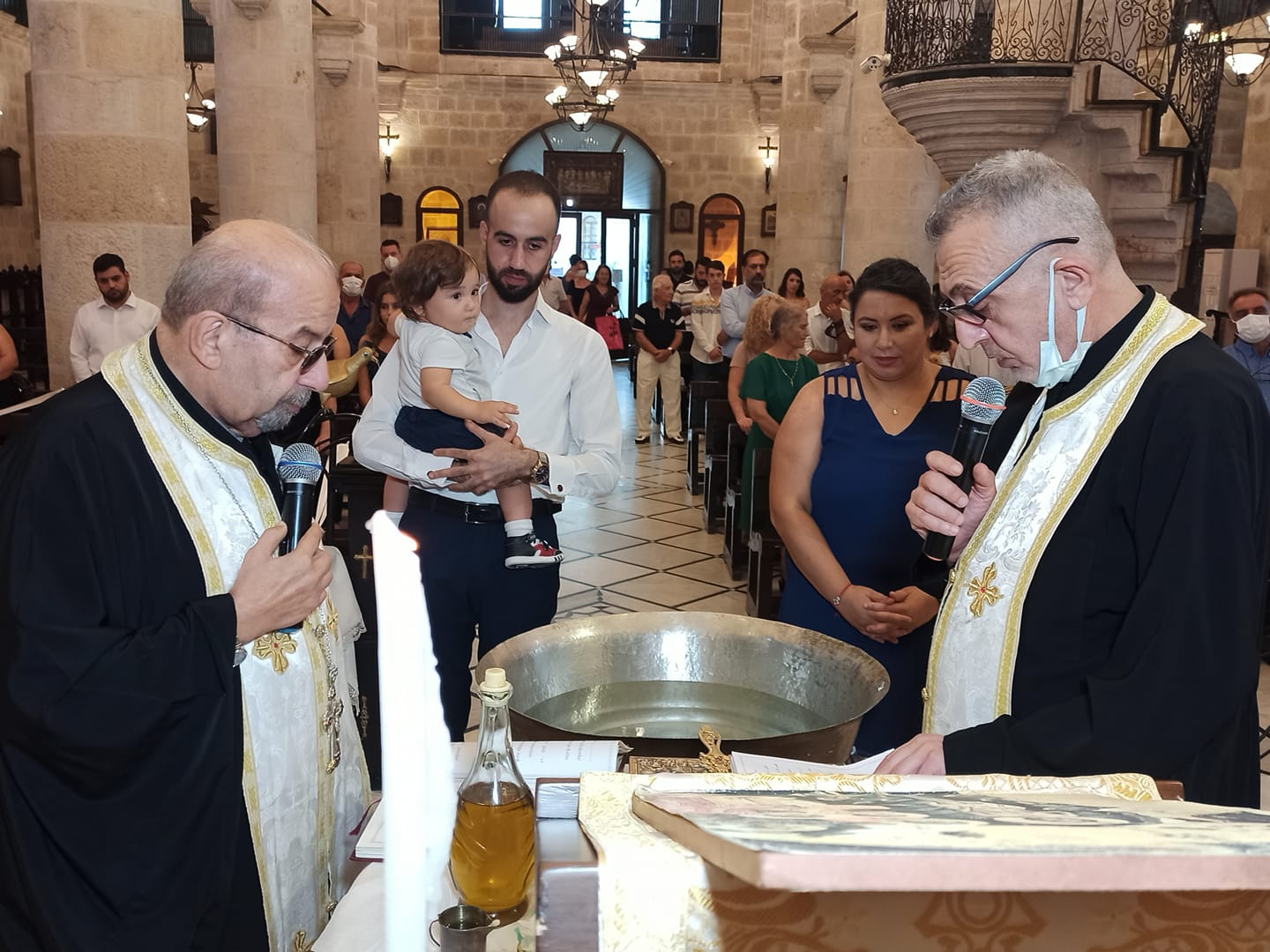
معمودية طفل من أسرة عربية مسيحية تركية في مدينة أنطاكية.

تُشير دراسة عن «التاريخ الشفهي لمسيحيي أنطاكية» من قبل الباحثة ليلى نيزى عام 2004 أنه على الرغم من أن معاهدة لوزان عام 1923 أعطت الأقليات غير المسلمة في تركيا بعض الحقوق مثل حقوق إنشاء مدارسهم الخاصة، لكن هذه الحقوق تطبق بين الأقليات المهيمنة في المناطق الحضرية مثل اليونانيين الأرثوذكس في إسطنبول، والأرمن واليهود. بالمقابل فإن مسيحيو الريف مثل مسيحيو أنطاكية العرب، من ناحية أخرى، واجهوا صعوبة في نقل الدين والثقافة على مر الأجيال، بسبب تعرضهم لسياسة الإستيعاب وسياسات النظام التعليمي الوطني من قبل الحكومة التركية. في الوقت نفسه، احتضنت العديد من الأسر سياسية الاستيعاب لتجنب التمييز وتحقيق الحراك الاجتماعي. وعلى الرغم من ذلك يصر الروم الأنطاكيين، والجيل الأصغر سناً على وجه الخصوص، في العقود الأخيرة على المحافظة على هويتهم الرومية الأرثوذكسية. وعلى الرغم من عدم شيوع التحول الديني (رغم اعتناق بعض الروم الأنطاكيين المذهب الكاثوليكي أو البروتستانتي)، فإنّ استخدام اللغة التركية بدلاً من اللغة العربية، واستخدام الأسماء التركية بدلاً من الأسماء العربية، أصبحت ظاهرة واسعة النطاق. بحسب الدراسة يعيش معظم المسيحيين العرب في محافظة هاتاي في مدينة أنطاكية والإسكندرونة وفي عدد قليل القرى في الريف، ويُقدر تعداد أعضاء المجتمع الرومي الأنطاكي (المسيحيين العرب) في مركز مدينة أنطاكية التاريخي بحوالي 1,200 شخص. وتتحدث الغالبية منهم اللغة العربية، والتركية بشكل متزايد، على الرغم من أنهم يعتبرون أنفسهم عرباً أكثر من الناحية الثقافيّة.
هناك اختلافات طبقية متميزة بين الروم الأنطاكيين من سكان المدن والروم الأنطاكيين من سكان الريف، حيث يُميل الروم الأنطاكيين من سكان المدن إلى الانتماء إلى الطبقة البرجوازية بالمقارنة مع الروم الأنطاكيين من سكان الريف. تميل العلاقة بين الروم الأنطاكيين العرب واليونانيين الأرثوذكس في مدينة إسطنبول إلى التوتر بسبب الاختلافات التاريخيَّة في الطبقة الإجتماعية والثقافة بين المجتمعين، يذكر أن الأقلية اليونانية في إسطنبول والأناضول تاريخياً تتبع سلطة بطريركية القسطنطينية المسكونية، كما ويميل المجتمع الروم الأنطاكي في إسطنبول أن يكون أكثر تديناً والتزاماً دينياً بالمقارنة مع اليونانيين الأرثوذكس. وتُشير الدراسة أيضاً إلى أنَّ الزواج المختلط بين الروم الأنطاكيين والمُسلمين نادر وغير شائع.

### الخليج والمغرب العربيين

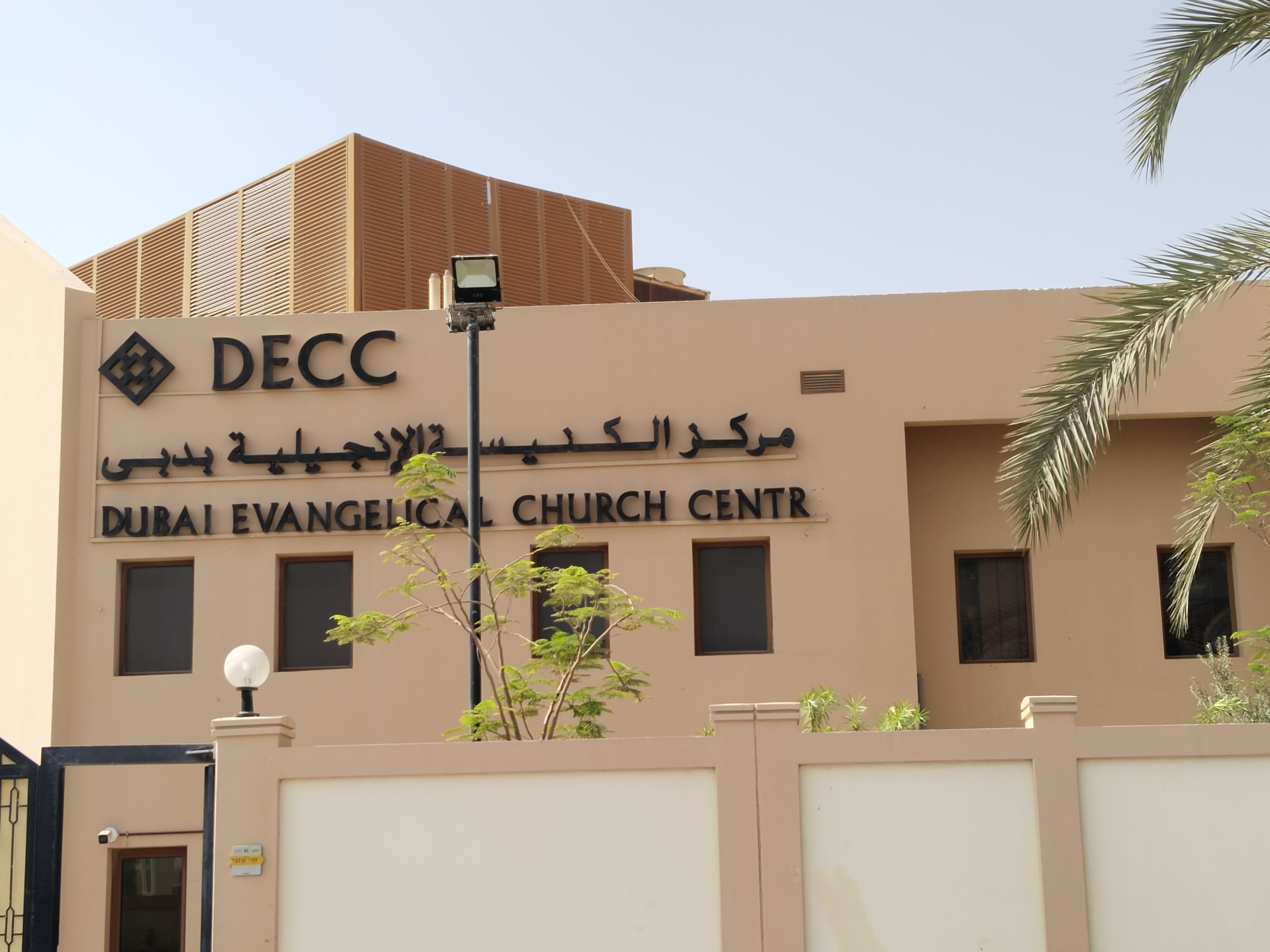
الكنيسة الإنجيلية في دبي.

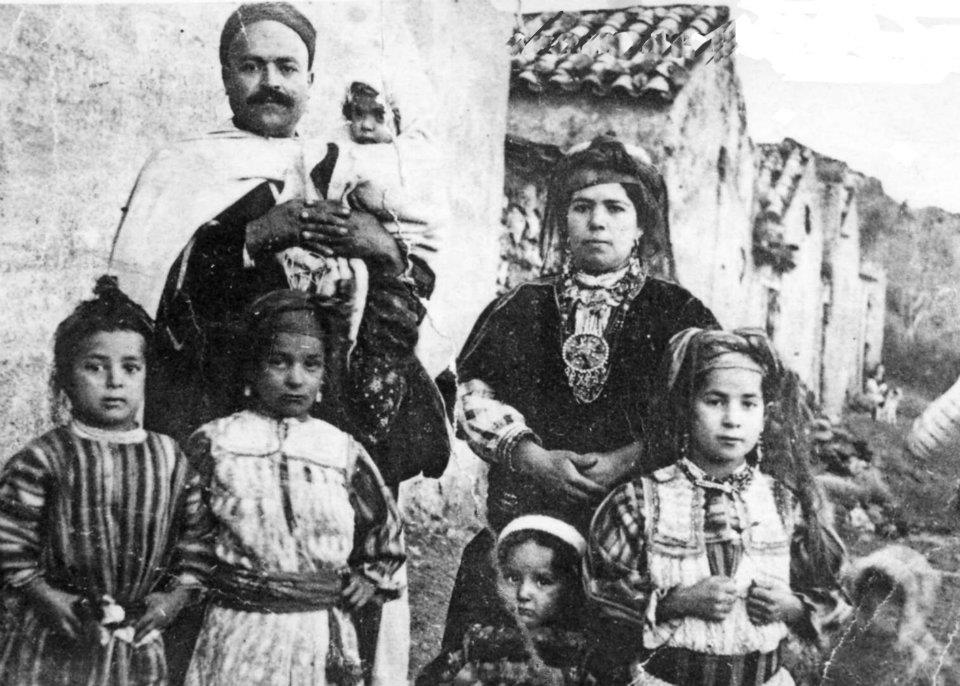
أسرة مسيحيَّة جزائريَّة من منطقة القبائل.

إثر النمو الاقتصادي المحقق في دول مجلس تعاون الخليج العربي وفدت إلى هذه الدول أعداد كبيرة من المغتربين حول العالم كان منهم أيضًا مئات الآلاف من الشوام والعراقيين والمصريين ومن ضمنهم مسيحيون عرب. للمسيحيين الوافدين كنائس ومنظمات كنسيّة ومجالس لتنظيم شؤونهم في الكويت والبحرين والإمارات العربية المتحدة وسلطنة عمان وقطر، وحدها المملكة العربية السعودية لا تزال تحظر جميع أشكال التديّن اللا إسلامي. عبد الله بن حمد العطية نائب رئيس الوزراء القطري، اعتبر لدى افتتاحه كنيسة سيدة الورديّة وهي أول كنيسة في بلاده، أن هذه رسالة إيجابية من قبل الدولة لتعميق الحوار بدلاً من التصادم، علمًا أن الكنيسة المذكورة تؤدي الطقوس بثلاث لغات هي العربية والإنكليزية والفرنسية وتتبع الطقس الروماني الكاثوليكي نظرًا لتنوع أجناس متتبعي الطقس. في البحرين إلى جانب الجالية المتعددة الأجناس المقدرة بحوالي 250,000 مسيحي هناك 1,000 مواطن مسيحي بحريني ترجع أصولهم إلى عراقيين وفلسطينيين وأتراك، في الكويت إلى جانب الجالية المتعددة الأجناس المقدرة بحوالي 500,000 مسيحي هناك بين 264 إلى 400 مواطن مسيحي كويتي ترجع أصولهم إلى لبنانيين وفلسطينيين وأترك، علمًا أن الكويت تعتبر من أوائل الدول الخليجية التي منحت حقوق ممارسة شعائر العبادة والتنظيم الكنسي لمسيحييها. ولأغلب الكنائس الشرقيّة نواب بطريركيون في منطقة الخليج بما فيهم بابا روما الذي يمثله «نائب رسولي» في «أبرشية الجزيرة»، وزار عدد من البطاركة أمثال نصر الله بطرس صفير، البطريرك الماروني، منطقة الخليج والتقى أمراء البلدان.
في دول المغرب العربي تتواجد تجمعات صغيرة من المسيحيين غالبيتهم أجانب أوروبيون، القسم الأكبر منهم من ذوي الأصول الأوروبية ممن أتوا مع الاستعمار ويتجمعون في العواصم أو المدن الكبرى. مسيحيو هذه المناطق من الكاثوليك، ويوجد لكل من تونس والجزائر والمغرب أبرشية خاصة، إلى جانب بعض البروتستانت، بينما الكنيسة القبطية هي الأكبر عددًا في ليبيا، وهناك أيضًا مجموعات صغيرة من المسيحيين المواطنين في هذه الدول اعتنقت المسيحية وهي إما عربية أو أمازيغية، وقد قدّر عددها في المغرب عام 2006 بين حوالي سبعة آلاف إلى حوالي أربعين ألف شخص، إلا أن الدولة لا تعترف بالتحوّل الديني، كما أنه في المغرب لا يجوز طباعة أو نشر أو استيراد الكتاب المقدس باللغة العربية. وقدّرت دراسة تعود لعام 2015 عدد المسلمين المتحولين للديانة المسيحية في الجزائر بين السنوات 1960-2015 بحوالي 380,000 شخص. وفقًا لزعماء الكنائس البروتستانتية هناك 2,000 بروتستانتي في تونس أغلبهم مواطنين مسلمين تحولوا إلى المسيحية، كما وأشار مكتب الديمقراطية وحقوق الإنسان والعمل للولايات المتحدة إلى وجود الآف التوانسة تحولوا إلى المسيحية.

### المهجر

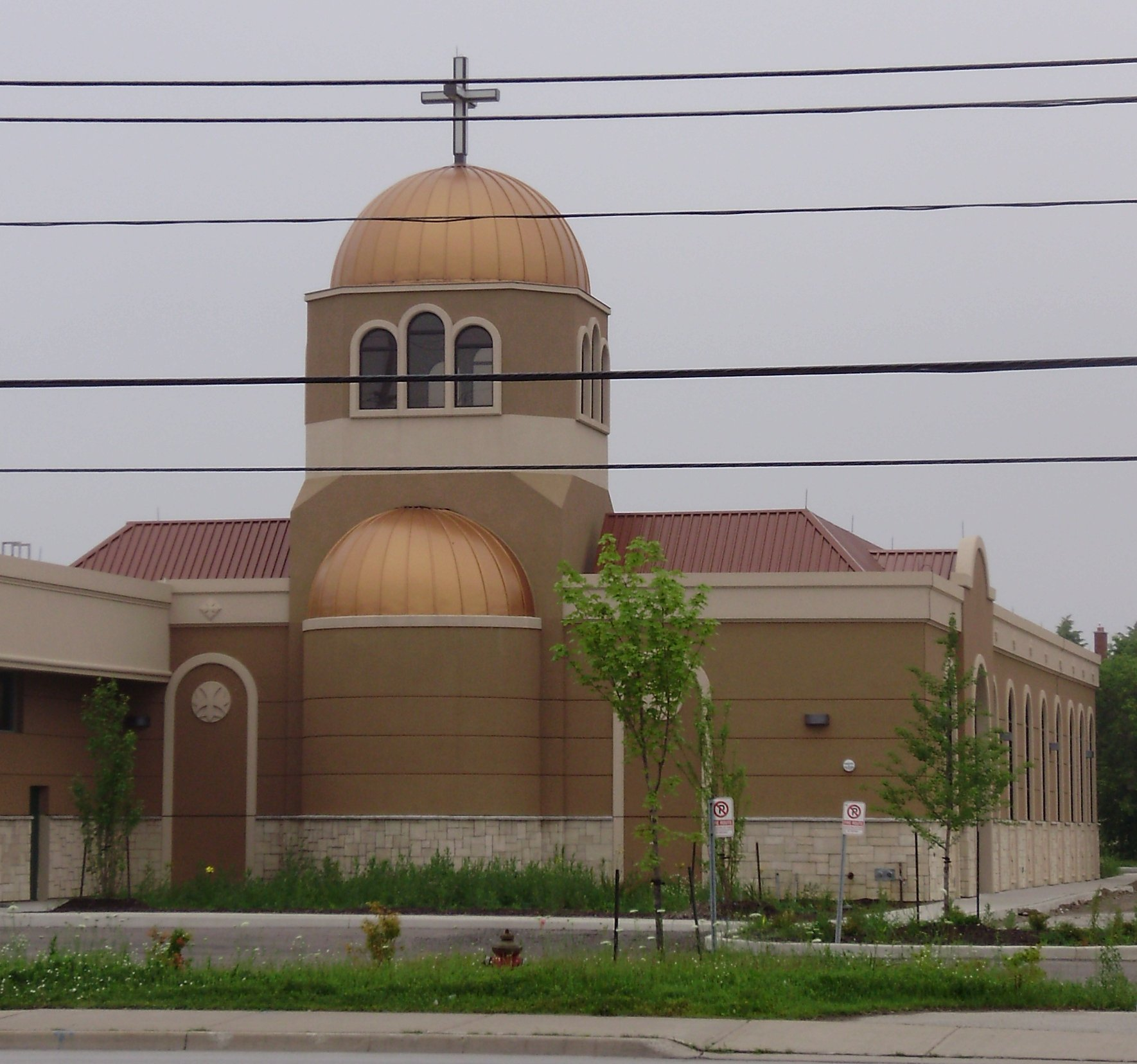
كنيسة القديسين مينا وكيرلس القبطية الأرثوذكسية في كندا.

ملايين من المسيحيين العرب يعيشون في أوروبا وأمريكا الشمالية والجنوبية وأستراليا وبعض الدول الأفريقية الأخرى. فُتحت باب الهجرة مع الامتيازات القنصلية للمسيحيين وهي في تلك المرحلة كانت هجرة بمعدلات طبيعية، لكنها تعمقت وتسارعت وتيرتها في أعقاب منتصف القرن التاسع عشر في بلاد الشام، تحديدًا في أعقاب مجازر 1860. ثلاثة أسباب يمكن وضعها ركائز رئيسية لأسباب هجرة المسيحيين، الأول ممثلة بالعامل الاقتصادي وتدهور الحالة المعيشية كما حصل خلال الحرب العالمية الأولى في جبل لبنان وهو بكل الأحوال يفتح مجالاً لهجرة عامة غير أنها أعلى في أوساط المسيحيين، العامل الثاني يتمثل «بالتفريق في المعاملة» بين المسيحيين وسواهم والثالث هو تصاعد الحركات الأصولية الإسلامية كما حصل أواخر السبعينات وأوائل الثمانينات في مصر وسوريا، وبعد غزو العراق عام 2003. لا يزال المسيحيون العرب يحتفظون بالطقوس الشرقية كاملة، وتنظم شؤونهم الكنيسة ما يُعرف في الكنائس الشرقية عامة باسم «أبرشيات المغترب»، لعب المسيحيون العرب في المهجر دورًا بارزًا في النهضة العربية تمثل على سبيل المثال لا الحصر في الرابطة القلمية في نيويورك، وكذلك الحال فقد ساهموا في بناء مجتمعاتهم الجديدة واستنادًا إلى كريسشان ساينس مونيتور يعتبر المسيحيون العرب في المهجر «اغنياء ومتعلمون وذوي نفوذ». كذلك فتحويلات مسيحيين المهجر لأفراد أسرهم في الوطن العربي تصل أحيانًا حوالي 8.4 مليار دولار وتمثل نسبة عالية من الاقتصاد لدول عربية مختلفة. كذلك سطع نجم عدد كبير من مسيحيين المهجر ووصل بعضهم إلى مراكز مرموقة أمثال بطرس بطرس غالي الأمين العام السابق للأمم المتحدة وكارلوس منعم رئيس الأرجنتين السابق وهو من سوريا، وجيمس عبد النور وجميل معوض رئيسا الإكوادور السابقان من أصل لبناني، وكارلوس فاكوس الفلسطيني الأصل ورئيس جمهورية هندوراس سابقًا ومعه أنطونيو سقا الرئيس الحالي لجمهورية السلفادور ورالف نادر المرشح للرئاسة الولايات المتحدة سابقًا؛ هناك على الصعيد الاقتصادي كارلوس سليم أغنى رجل في العالم لبناني الأصل، وخوسيه سعيد رجل الأعمال تشيلي من أصل فلسطيني ومالك أكبر شركة للعقارات وإدارة الأسواق في تشيلي والأرجنتين، وألفارو صايغ مالك أكبر المؤسسات المصرفية في تشيلي، ونيكولا حايك مؤسس ورئيس مجلس إدارة مجموعة سواتش، وسيمون الحلبي ويوسف بيدس وأليك غورس وكارلوس غصن الرئيس التنفيذي لشركتي نيسان ورينو وأسرة معلوف مالكة سلسة من الفنادق والNBA، واسرة روبرت معوض مالكو مجموعة معوض للمجوهرات؛ ومن المفكرين إدوارد سعيد أستاذ الأدب المقارن في جامعة كولومبيا وشقيقته روزماري سعيد زحلان؛ وفي الصحافة هيلين توماس رئيسة قسم البيت الأبيض في وكالة يونايتد برس، ومن العلماء بيتر مدور الحائز على جائزة نوبل في الطب وإلياس جيمس خوري الحائز على جائزة نوبل في الكيمياء، السير مايكل عطية واضع عدة نظريات في الرياضيات والهندسة الرياضية، شارل العشي مسؤول في وكالة الفضاء الأميركية ناسا وسالم حنا خميس الخبير الاقتصادي في هيئة الأمم المتحدة، والطبيب جورج حاتم ومايكل دبغي ومجدي يعقوب رواد جراحة القلب، وطوني فاضل وهو أحد مخترعي مشغل آي بود وهاتف آي فون. وهناك أيضًا عدد من النجوم العالميين من أمثال طوني شلهوب وبول عنقا وشاكيرا وسلمى حايك وطوني كنعان وجو هاشم وأكمل صالح وغيرهم كثر. بعض المسيحيين العرب قد انخرط في المجتمع بشكل كامل، حتى فقد كامل الهويّة الشرقيّة أو العربيّة عمومًا وأغلب هؤلاء هم أحفاد الجيل الخامس أو السادس بعد الهجرة، وبعض المهاجرين قد اندمج كليًا في المجتمع الغربي بنتيجة عدم وجود كنائس شرقيّة، أول ما بدأت الهجرة، لتحفظ الهويّة، أي قبل إنشاء أبرشيات المغترب.

## الهوية

### الطروح المخالفة للهوية العربية
لكون تعريف «المسيحيين العرب» تعريفًا غير متفق عليه، ليس فقط بين البحاثة بل بين المسيحيين أنفسهم، فإن هناك داخل الطوائف المصنفة على أنها «عربية» من يرفض الهويّة العربيّة ويقترح هويات أخرى بديلاً عنها. في سوريا نشأ عام 1932 الحزب السوري القومي الاجتماعي الذي نادى «بسورية الكبرى» وعمادها القومية السوريّة، أسس الحزب اللبناني الأرثوذكسي أنطون سعادة، ونال الحزب شعبية محدودة في الانتخابات النيابية سواءً في سوريا أم في لبنان. ينبثق الحزب من فكرة أن السريان هم سكان سوريا الطبيعية، وأنهم تمازجوا عبر التاريخ مع مكونات أخرى كان أشدها تأثيرًا العرب، غير أنّ ذلك لا يعني وجوب تخلي السوريين عن هويتهم الأصيلة - التي تحورت بداعي التطور من سريان إلى سوريون - بل إن «النهضة» التي يسعى الحزب لبعثها، مفادها بوعي السوريين على اختلاف مشاربهم أنهم أمةٌ واحدة وتامة. علمًا أن الحزب، يعتبر من الأحزاب اليسارية ويضع علمنة الدولة ومنع تدخل رجال الدين أحد أبرز عوامل نجاح الفكر القومي.
أما في لبنان فإن عددًا من الفكرين أمثال سعيد عقل وشارل مالك وبشير الجميل نادوا بأن اللبنانيين عمومًا هم ورثة الفينيقيين وأن لبنان هو قومية بحد ذاتها وهكذا نشأ مصطلح «القومية الفينيقية» أو «القومية اللبنانية»؛ تبنى هذا الخط عدد من الأحزاب السياسية ومنهم حزب الكتائب اللبنانية الممثل في البرلمان بخمس مقاعد سيّما خلال سنوات الحرب الأهلية اللبنانية، ومُزج مع الهويّة السريانيّة، ويعتبر عدد من اللبنانيين أنفسهم أمثال سامي الجميل «مسيحيين، سريان، موارنة، لبنانيين»، علمًا أن اتفاق الطائف يُفترض أنه قد وضع حدًا للسجال اللبناني حول الهويّة بتثبيتها عربيّة، إلا أنّ بعض الأوساط الداعمة للطروح غير العربية، لا يزال لها منابرها وحضورها في الأوساط اللبنانية حتى اليوم، على سبيل المثال طالبت مجموعة من المنظمات المارونية والآشورية الأمريكية المعهد العربي الأمريكي بالكف عن وصف الموارنة والآشوريين بالعرب في منشوراته.

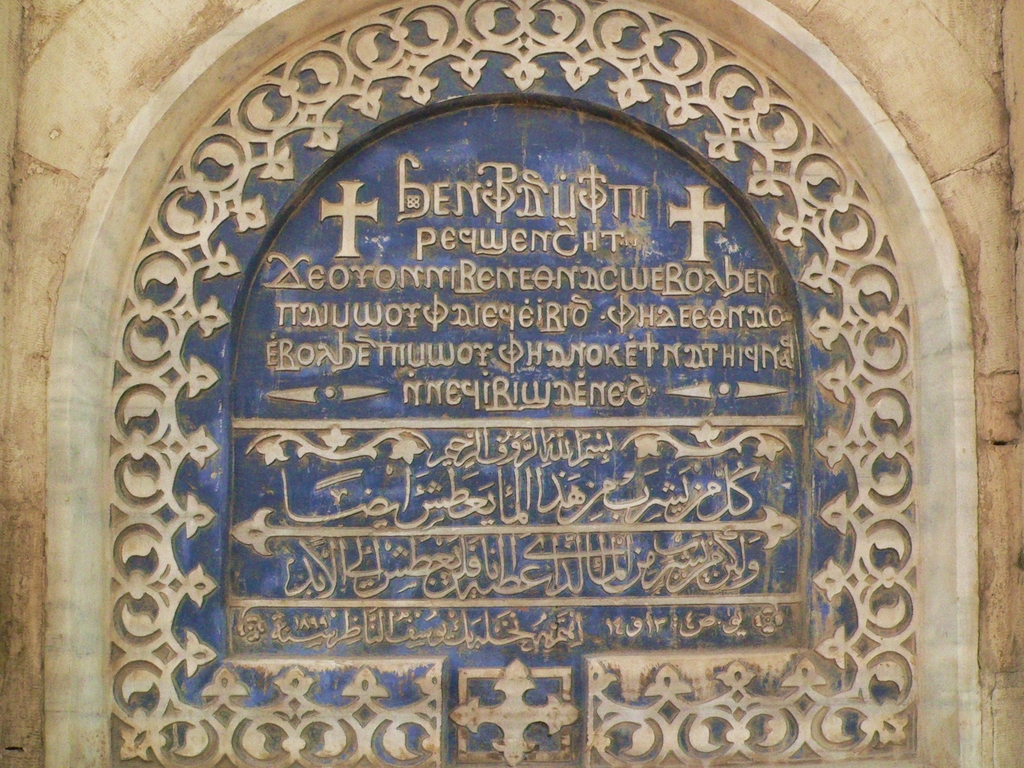
كتابة قبطية - عربية أعلى مداخل إحدى كنائس القاهرة، وتمثل آية من إنجيل يوحنا. وتعود لعام 1899.

وكما الحال في سوريا ولبنان، كذلك هو الحال في مصر، إذ ينادي عدد من المفكرين المصريين عمومًا، والأقباط على وجه الخصوص، بأن الأقباط لهم هويتهم الخاصة المحتفظ بها من ما قبل الفتح الإسلامي لمصر وأنّ هذه الهويّة هي الوارثة الشرعية للحضارة الفرعونية التي سادت في مصر القديمة، علمًا أن مسلمين أيضًا أمثال عبد الغني صلاح مؤسس الحزب القومي المصري ينتمون للطرح نفسه بدرجات متفاوتة، الحزب المذكور قال في وثيقته التأسيسية أنه سيسعى لاحترام التاريخ الفرعوني والقبطي والعربي لمصر، وكذلك فقد دعا الكاتب صفوت يسى المصريين عمومًا للكف عن الالتحاق بالهويّة العربية وإعادة إحياء الهوية المصرية.

### الطروح المؤيدة للهوية العربية
في المقابل، فإن عددًا من المفكرين عارضوا هذه «الهويات»، منهم المؤرخ بطرس لبكي الذي اعتبر الهوية الفينيقية «تركيب هوية لدعم مطالب سياسية»، هناك عوامل أخرى تاريخية واجتماعية أوردها عدد من الباحثين تفند الطرح الفينيقي؛ أما القائلون «بعروبة الموارنة» فينطلقون من مبدأين أساسين هما استخدام الموارنة ومسيحيي لبنان عمومًا للعربية باكرًا منذ القرن الحادي عشر تقريبًا لغةَ تخاطب، والمبدأ الثاني مساهمة الموارنة في النهضة العربية في القرن التاسع عشر. في هذا السياق، يقول طانيوس نجيم أستاذ التاريخ في الجامعة اللبنانية، أن الموارنة وإن لم يكونوا عربًا بالعرق فهم «حكمًا عرب بالثقافة، وبما قدموه للثقافة العربية»، وشاطره رأيه طانيوس شاهين، وهو بدوره أستاذ في الجامعة اللبنانية. الأساس الثالث هو نظرية حديثة نسبيًا وضعها المؤرخ اللبناني كمال الصليبي ومفادها أن الموارنة هم من القبائل التي هاجرت من اليمن ولذلك فهي عربيّة قحّة مع شيء من الثقافة السريانية الموروثة في سوريا، ويصنفها على أنها من العرب العاربة.
فيما يخصّ الأقباط، فقد رأى مصطفى الفقي السياسي والمدرس في الجامعة الأمريكية في القاهرة أنه بعد الفتح الإسلامي ظل عدد من الشعوب التي دخلت في الإسلام محافظًا على هويته الأصلية وبعضها الآخر انخرط في العروبة أيضًا مضيفًا إليها ومتفاعلاً منها، وكان من بين هذه الدول مصر على عكس إيران مثلاً. من ناحية ثانية فإن مكرم عبيد باشا السكرتير العام لحزب الوفد أكد عروبة الأقباط من منطلق «الثقافة والمشاركة في الوطن» خلال حكم المملكة المصرية، ويذكر أيضًا دور البابا شنودة الثالث الذي رسّخ الهوية العربية للأقباط ولقبه عدد من الشخصيات العامة «بابا العرب»، من جهة أخرى، دعا عدد من المفكرين الأقباط أمثال يوسف سيدهم المصريين عمومًا لإيقاظ الهوية المصرية دون «القفز فوق الهوية والثقافة العربية، والعالم العربي الذي نعتبر بلدنا جزءًا منه». تدعم هذا الرأي أيضًا المراجع الكنسيّة، فعلى سبيل المثال خلال السينودس العام للشرق الأوسط الذي انعقد عام 2009 في كاتدرائية القديس بطرس في الفاتيكان وجد المشاركون في المجمع، وهم سبع طوائف كاثوليكية شرقية يمثلهم البطاركة والمطارنة ورهبان ومندوبي أبرشيات، أن أغلب أتباع الكنائس الكاثوليكية الشرقية هم إما «عرب أو مستعربون»، مؤكدين بذلك هذه الهوية. ساهم عدد كبير من المسيحيين في تقوية الروح القومية العربية وبث الروح في الثقافة العربية ونهضة العرب في أوائل القرن العشرين. ظهر عدد كبير من المفكرين المسيحيين الذين دعموا طروح القومية العربية أمثال ميشيل عفلق وقسطنطين زريق وناصيف اليازجي وسواهم.

## الدراسات الجينية
تشير الدراسات على عينات من الحمض النووي لعدد كبير من سكان الوطن العربي أن أكثر المورثات انتشارًا هي فئة J التي تُقسم إلى تشكيلتين فرعيتين: J1 وJ2. تختلف نسب انتشار هذه المورثات بين مختلف المناطق العربية، فبينما ترتفع في شبه الجزيرة العربية تتوسط نسبتها في الهلال الخصيب ومصر وتقل في دول المغرب العربي، وهي دومًا مختلطة مع مورثات أخرى تتميز بها الشعوب المحيطة كالأكراد والأتراك والفرس، رغم استعراب حامليها. توجد أيضًا بعض المورثات التي ترجع للحضارات البائدة كالمورثة J2 التي اعتبرها العالم اللبناني بيير زلوعا إحدى المورثات التي كانت منتشرة بين الفينيقيين، وأيًا كانت علاقة هذه المورثات المختلفة بالمورثات العربية، فإن بعض الدراسات والنماذج التي قارنت بين مورثات المسيحيين العرب ومثيلاتها لدى المسلمين أوضحت تقاربها. فيما يخصّ مسيحيي مصر مثلاً، قال الدكتور أحمد عكاشة أن نسبة التماثل في المورثات بين المسلمين والمسيحيين تصل إلى 97%، وفي الأردن صرح الدكتور إحسان محاسنة أن المورثات المنتشرة في الوطن العربي تشكل 93% من مورثات الأردنيين، وأن مورثات المسيحيين الأردنيين قادمة من الفرع القحطاني سيّما عن طريق الغساسنة، أما في لبنان فهناك تنوّع جيني واضح وصل لخمس عشرة سلالة منتشرة، لكن نسب انتشارها بين الطوائف متقاربة. فيما يخصّ المورثة J1، بلغت نسبة انتشارها بين الموارنة 18% وبين الروم الأرثوذكس والكاثوليك 18% أيضًا وبين سنة لبنان وشيعته 21%. أما السلالة J2، فتنتشر بين الموارنة بنسبة 35% والروم الأرثوذكس والكاثوليك بنسبة 26% وبين السنة والشيعة في الجمهورية بنسبة 26% أيضًا. بالنسبة للمورثة R1a1 يبلغ معدل انتشارها بين المسيحيين 5% وبين المسلمين 6%، والمورثة G تنتشر بين المسيحيين بنسبة 8% وبين المسلمين بنسبة 10%. أما المورثة R1a1، فتنتشر بين المسيحيين بنسبة 3% وبين المسلمين بنسبة 4%.

## التنظيم الديني

### الطقس والمذهب

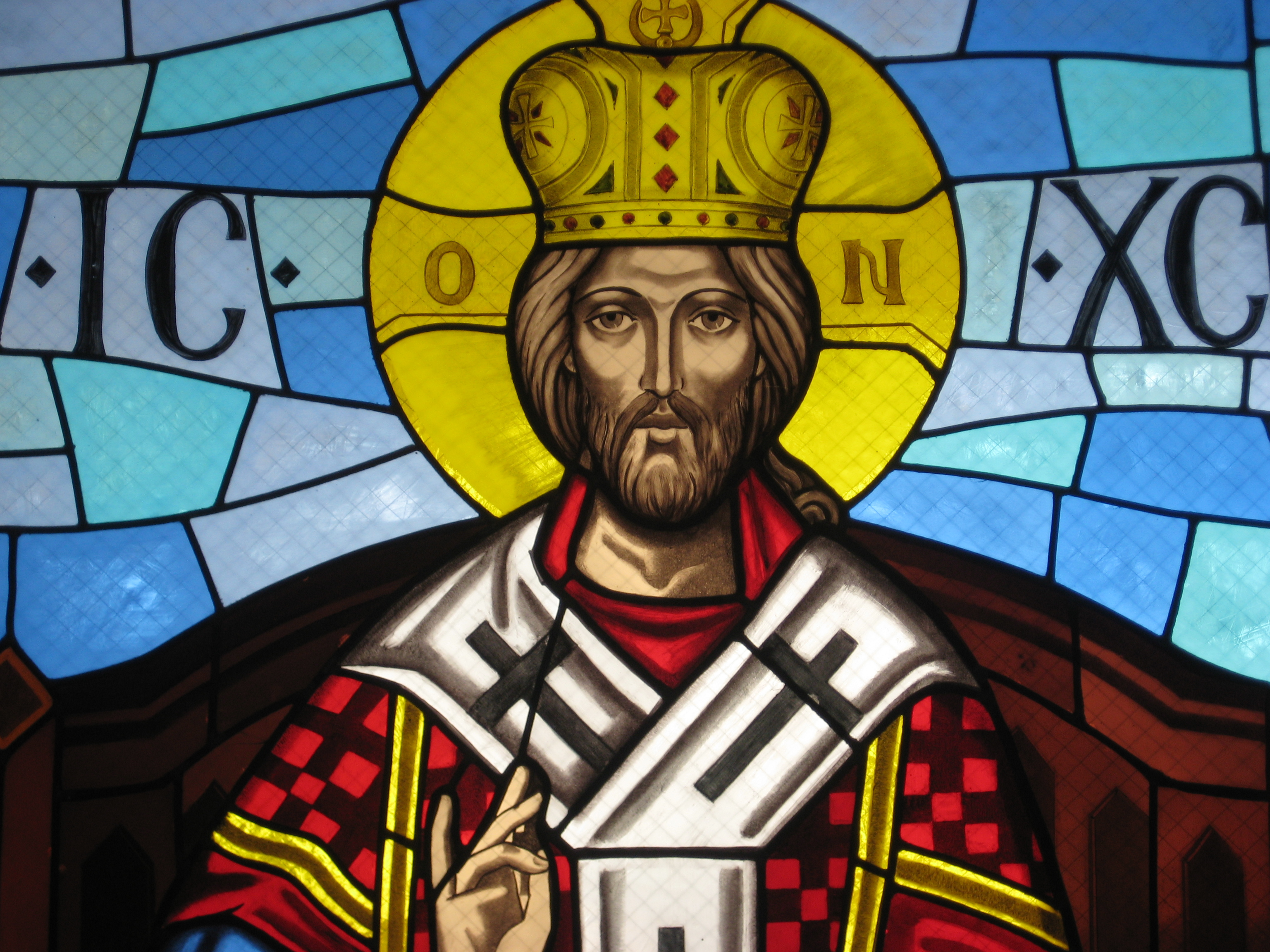
أيقونة «يسوع الملك» من الفن الأيقونغرافي الملكي الإنطاكي.

تاريخيًا، فإن أغلب المسيحيين العربت تبعوا الكنائس ذات الطقس السرياني، ويذكر في هذا المجال أن كنيسة اليمن وكذلك المناذرة اتبعوا كنيسة المشرق، في حين تبع الغساسنة الكنيسة السريانية الأرثوذكسية. ومنذ ما قبل الإسلام، ترجمت كتب ومؤلفات مسيحية على رأسها العهد الجديد إلى العربية، وأقدم النسخ المتوافرة لإنجيل عربي تعود للقرن السابع وضعها بطريرك أنطاكية السرياني الأرثوذكسي بناءً على طلب عمر بن سعيد أمير «الجزيرة العربية»، ومن المحتمل جدًا وجود ترجمات أقدم فقدت اليوم، ولعلّ إنجيل الطفولة العربي وهو من الأناجيل المنحولة إحدى دلالات تلك المرحلة، علمًا أن النسخة العربية منه مترجمة عن نسخة سريانية، وتتميز ترجمته بالركاكة. كان من الممكن أن تتطور المسيحية العربيّة إلى طقس عضوي خاص بها أو تتحول إلى كيان أكثر استقلالاً كما حصل مع كنيسة العراق التي انفصلت تدريجيًا عن الكرسي الإنطاكي، وأصبح لقب «جاثليق بابل» يوازي لقب «بطريرك أنطاكية»، إلا أن ذلك لم يحدث لدى العرب، الذين استمروا في اعتناق الطقس السرياني حتى القرن العاشر، وكانت الطقوس في المراحل المتقدمة تُقام باللغة العربية كما أثر عن أساقفة بني تغلب.
حاليًا، فإن الطوائف المسيحية، التي صنّف أتباعها عربًا، يأتي على رأسها الكنيسة القبطية الأرثوذكسية التي تصنف ضمن عائلة الكنائس الأرثوذكسية المشرقية وتعتبر القاهرة مقرًا لها وتنتشر في مصر على وجه الخصوص، يليها الكنيسة المارونية ومقرها بكركي قرب بيروت ويشكل لبنان ثقلها الأساسي، وأتباعها ثاني أكبر طائفة مسيحية مصنفة عربيّة وهي ضمن عائلة الكنيسة الكاثوليكية، أما في الدرجة الثالثة يأتي الروم الأرثوذكس الموزعين على ثلاث بطريركيات في أنطاكية والقدس والإسكندرية، ومقر بطريركية أنطاكية في دمشق وفي سوريا يشكل أتباع هذه الطائفة أكثر من نصف المسيحيين وفي الأردن أيضًا يشكلون أغلبية المسيحيين الساحقة وهذه الكنيسة مصنفة ضمن عائلة الكنائس الأرثوذكسية الشرقية. تليها كنيسة الروم الكاثوليك، وتشكل أكبر تجمع في إسرائيل ولها ثقل في سوريا سيّما في حلب ومرمريتا وفي لبنان سيّما في زحلة.

شعار مجلس كنائس الشرق الأوسط.

هناك أيضًا بطريركية اللاتين في القدس التي تتبع الطقس الروماني الكاثوليكي وينتشر أتباعها في إسرائيل وفلسطين والأردن ومصر، وهناك أيضًا لاتين في سوريا تنظم شؤونهم أبرشية حلب وفي لبنان تنظم شؤونهم أبرشية بيروت. هناك أيضًا عدة طوائف أقلويّة مثل كنيسة الأقباط الكاثوليك والأقليات البروتستانتية والإنجليكانية في جميع دول بلاد الشام والعراق ومصر.

### مجلس كنائس الشرق الأوسط
تأسس مجلس كنائس الشرق الأوسط عام 1974 كهيئة للتنسيق والتعاون بين مختلف الطوائف المسيحية في الوطن العربي بما فيها دول المغرب العربي، إلى جانب مسيحيي دول أخرى مجاورة كإيران وتركيا وقبرص وأرمينيا. للمجلس ثلاث مقرّات في بيروت والقاهرة وليماسول في قبرص، وهو إلى جانب قيامه بمهمة التنسيق بين مختلف الكنائس، يقوم بالحوار مع منظمات إسلامية، وكذلك يتابع مع الكنائس المختصة شؤون الطوائف لدى الحكومات، يرأس المجلس حاليًا جرجس صالح. يجتمع المجلس على مستوى البطاركة ورؤساء الطوائف مرة كل أربع سنوات في قمّة خاصة، في حين يجتمع على الداوم بصفة موفدي العائلات المسيحية الأربعة الممثلة في المجلس.

## الثقافة
| يا يسوع الحياة على يوتيوب إحدى أشهر أناشيد الجمعة العظيمة، وهي بمقابلة عربية - يونانية |
| —أداء جوقة القديس يوحنا الدمشقي، دمشق.                                                 |

تُمثل المسيحية في الشرق الأوسط جزءًا كبيرًا من فسيفساء الثقافة المتنوعة في المنطقة. حيث يوجد هناك أقدم الآثار المسيحية إضافة إلى الليتورجية والتراتيل التي انتشرت منذ القرن الثاني الميلادي في جميع أنحاء المنطقة. لعب المسيحيون الشرقيون دوراً حضارياً وثقافياً وعلمياً في البلدان العربيّة. طورَّ المسيحيون العرب أدبًا عربيًا مسيحيًا غنيًا وأعمال موسيقية وتقاليد دينية غنية. كما وكتب العلماء والباحثون المسيحيون الناطقون بالعربية أعمالًا وأطروحات لاهوتية وفلسفيَّة موسعة باللغة العربية، وقدموا أيضًا مناقشات دفاعية منهجية عن العقيدة والممارسات المسيحية. وتُعرف ترجمات الكتاب المقدس إلى العربية من الكنائس المسيحية الأولى في سوريا ومصر ومالطا والأندلس.
لا يوجد اختلافات ثقافيّة كبرى بين المسيحيين العرب والمحيط العربي العام، بعض الاختلافات تنشأ من الفروق الدينية، تنشأ بعض الاختلافات من الاختلافات الدينية، على سبيل المثال العادات والتقاليد المتعلقة بالزواج أو الدفن، أيضاً ففي المناسبات الاجتماعية التي يكون المشاركون فيها من مسيحيين غالبًا ما تقدم مشروبات كحولية على خلاف ما هو سائد لدى أغلب المجتمعات العربيّة لكون الشريعة الإسلامية تحرّم مثل هذه المشروبات. تشابه المطبخ العربي المسيحي مع مطابخ الشرق الأوسط الأخرى، وعلى عكس المطبخ اليهودي والمطابخ الإسلامية في المنطقة، يُسمح بلحم الخنزير بين المسيحيين العرب، على الرغم من عدم تناوله على نطاق واسع بين المسيحيين العرب لأسباب اجتماعية وثقافية.
المسيحيون العرب في أغلب الدول، يختنون ذكورهم في الغالب كالمسلمين واليهود رغم أن شريعة الختان قد أسقطت في العهد الجديد أي أن مختلف الكنائس لا تلزم أتباعها بها، ويختن المسيحيين العرب ذكورهم بعد الولادة بفترة وجيزة كجزء من طقوس العبور. بينما في بعض الطوائف المسيحية الشرقية، مثل المسيحية القبطية، يعتبر ختان الذكور ممارسة راسخة، وتفرض هذه الكنائس الختان على الذكور بعد الولادة بفترة وجيزة كجزء من طقوس العبور. ومن ناحية ثانية فإن المسيحيين العرب يستخدمون لفظ الجلالة «الله» للإشارة إلى الإله الذي يعبدونه، علمًا أن لفظ الجلالة المذكور قادم من الثقافة الإسلامية ولا مقابل لدى مسيحيي العالم الآخرين، باستثناء مالطة، حيث يستخدم مسيحيو الجزيرة لفظ الجلالة أيضًا.
طور المسيحيون وسائل إعلام مسيحية ناطقة باللغة العربية، بما في ذلك الصحف المختلفة، وخاصًة في بلاد الشام، ومحطات إذاعية مختلفة، بالإضافة إلى شبكات تلفزيونية مثل تيلي لوميار وأغابي وسي تي في، بالإضافة إلى سات 7، وهي أكبر شبكة تلفزيون عربية مسيحية. الشبكة تأسست عام 1995؛ وهي تستهدف بشكل أساسي العرب المسيحيين في الشرق الأوسط وشمال إفريقيا. تنتج هذه الشبكات الإعلامية عشرات الأفلام المسيحية باللغة العربية بالإضافة إلى العديد من الأعمال الموسيقية والبرامج الإذاعية والتلفزيونية.

### الأعياد

طبق الحلوى التقليديّة ليوم البربارة؛ وهو عيد مسيحي في
يُحتفل فيه بشكل خاص بين المسيحيون في بلاد الشام.

في التقاليد المسيحية، يعتبر سركيس وباخوس رعاة المسيحيين العرب. الأعياد الكبرى في الوطن العربي في أغلب الأحيان تكون مقتبسة من مناسبات دينية، وبذلك يتميّز العرب من المسيحيين، بالاحتفال بعيد الميلاد ويقام في سوريا ولبنان يوم 25 ديسمبر أما في الأردن ومصر ففي 7 يناير وفي إسرائيل وفلسطين تنقسم حسب الطوائف فتتبع الكنائس الأرثوذكسية الشرقية والمشرقية تقويم 7 يناير والكنيسة الكاثوليكية والبروتستانت تقويم 25 ديسمبر، يرتبط عيد الميلاد باجتماعات عائلية واحتفالات اجتماعية أبرزها وضع زينة الميلاد ممثلة بالشجرة وغالبًا ما يوضع تحتها أو بقربها «مغارة الميلاد» حيث توضع مجسمات تمثّل حدث الميلاد أبرزها يسوع طفلاً وأمه ويوسف النجار إلى جانب رعاة والمجوس الثلاثة، هذه العادة وفدت من الغرب، إلا أنها باتت جزءًا من تقاليد الميلاد العامة، تمامًا كتوزيع الهدايا على الأطفال والتي ترتبط بالشخصية الرمزية بابا نويل. العيد القريب من عيد الميلاد هو عيد رأس السنة الذي يقام ليلة 31 ديسمبر، علمًا أن العديد من الأسر غير المسيحية تحتفل به أيضًا غير أنه ذو خصوصيّة مسيحية. أما عيد الفصح ويسبقه أسبوع الآلام، فبدوره مرتبط بموت المسيح وقيامته حسب المعتقدات المسيحية. هناك أعياد أخرى أقل أهمية، وبعضها ترتبط أهميته بمناطق بعينها، فمثلاً يكتسب عيد القديسة بربارة يوم 4 ديسمبر في سوريا ولبنان وهاتاي بتركيا طابعًا خاصًا ممثلاً بإقامة الحفلات التنكريّة، وفي صيدنايا تقام احتفالات بارزة يتخللها إشعال النار على رؤوس الجبال يوم عيد الصليب وهو تقليد متوراث منذ القرن الرابع، وفي مصر هناك عيد النوروز المتوافق مع رأس السنة القبطية.